# Kinuyo Tanaka
Vous lisez un « bon article » labellisé en 2019.
Pour les articles homonymes, voir Tanaka.
Kinuyo Tanaka (田中 絹代, Tanaka Kinuyo), née à Shimonoseki le 29 novembre 1909 et morte à Tokyo le 21 mars 1977, est une actrice et réalisatrice japonaise.
Considérée comme l'une des plus grandes actrices japonaises, Kinuyo Tanaka apparaît dans plus de 250 films et sa carrière court sur un demi-siècle. Elle fait ses débuts d'actrice à la Shōchiku en 1924 à l'âge de quatorze ans et devient rapidement une vedette du cinéma muet. En 1931, elle se retrouve à l'affiche de Mon amie et mon épouse (マダムと女房, Madamu to nyōbō), le premier film parlant japonais.
Elle tourne avec certains des plus grands cinéastes japonais de son temps : Yasujirō Ozu, Mikio Naruse, Heinosuke Gosho, Hiroshi Shimizu ou encore Keisuke Kinoshita. Sa collaboration riche de quinze films en particulier avec Kenji Mizoguchi, qui lui confie des rôles de femmes engagées à la personnalité complexe, lui vaut une reconnaissance internationale dans les années 1950. À partir des années 1960, sa carrière déclinant, elle se tourne principalement vers la télévision et ne fait plus que des apparitions dans des seconds rôles au cinéma, jusqu'à un retour triomphal en 1974 dans Sandakan no 8 (サンダカン八番娼館 望郷, Sandakan hachibanshōkan bōkyō) qui lui vaut de nombreux prix d'interprétation dont l'Ours d'argent de la meilleure actrice à la Berlinale 1975.
Seconde femme japonaise à passer derrière la caméra avec Lettre d'amour (恋文, Koibumi, 1953), elle réalise six films, sortis entre 1953 et 1962, devenant ainsi la seule femme cinéaste active durant l'âge d'or du cinéma japonais des années 1950.
En 1985, moins de huit ans après sa mort, le prix Kinuyo Tanaka, qui récompense chaque année une actrice pour l'ensemble de sa carrière, est créé dans le cadre des prix du film Mainichi et un musée consacré à l'actrice-réalisatrice ouvre ses portes dans sa ville natale de Shimonoseki en 2010.

## Biographie

### L'enfance et les débuts au cinéma

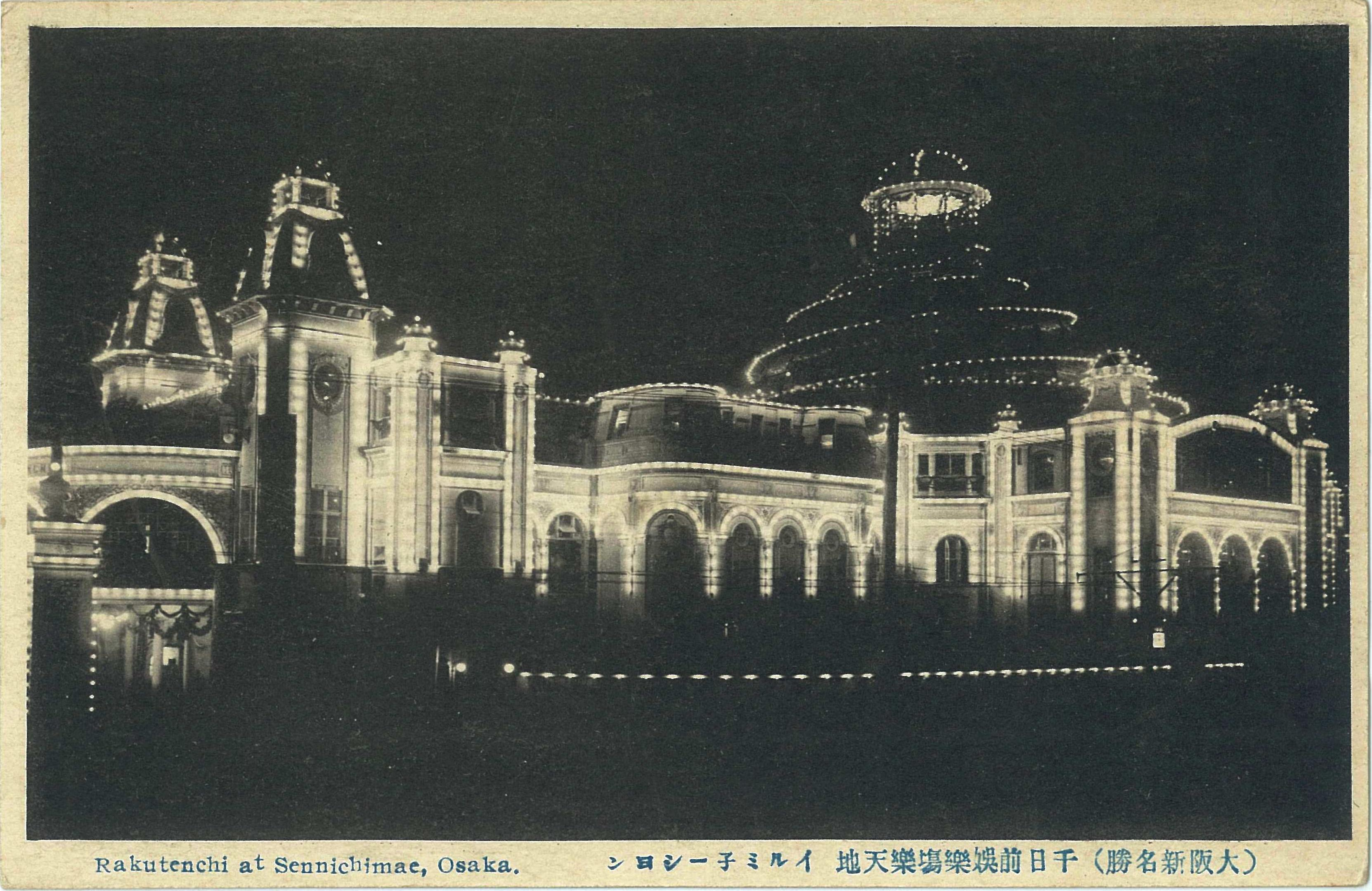
Façade illuminée du Rakutenchi à Osaka.

Kinuyo Tanaka naît en 1909 à Shimonoseki au sud-ouest du Japon dans la préfecture de Yamaguchi, au sein d'une riche famille de négociants,. Elle est la plus jeune d'une fratrie de huit enfants,. Son père meurt de maladie en janvier 1912,. Cinq ans plus tard, les affaires familiales ayant fait faillite, sa mère prend la décision de quitter Shimonoseki avec cinq de ses enfants pour s'installer à Osaka chez son frère, l'oncle de Kinuyo,. C'est là qu'elle apprend le biwa alors qu'elle est encore à l'école primaire. À dix ans, elle est surprise en train de lire une partition pendant les cours. Son instituteur la punit en la forçant à rester debout sous la pluie, elle est la risée de ses camarades. Profondément vexée, elle refuse de retourner en classe et quitte l'école avant d'avoir obtenu son certificat de fin d'études primaires,.
En 1920, elle rejoint la troupe de son professeur de biwa et se produit sur la scène du Rakutenchi (楽天地) un lieu de divertissement populaire dans le quartier de Sennichimae (千日前) à Osaka. C'est après avoir vu Sumiko Kurishima interpréter le rôle principal dans un film qu'elle décide de devenir actrice de cinéma. Elle entre sur recommandations à la Shōchiku en 1924 et fait ses débuts aux studios Shimokamo à Kyoto, elle a alors quatorze ans. Elle fait une première apparition dans un petit rôle sous la direction de Hōtei Nomura dans La Femme de l'ère Genroku (元禄女, Genroku onna, 1924) puis elle tourne la même année avec celui qui va devenir son mari, le grand cinéaste Hiroshi Shimizu, dans Le Pâturage du village (村の牧場, Mura no bokujo, 1924),.

### La période du muet

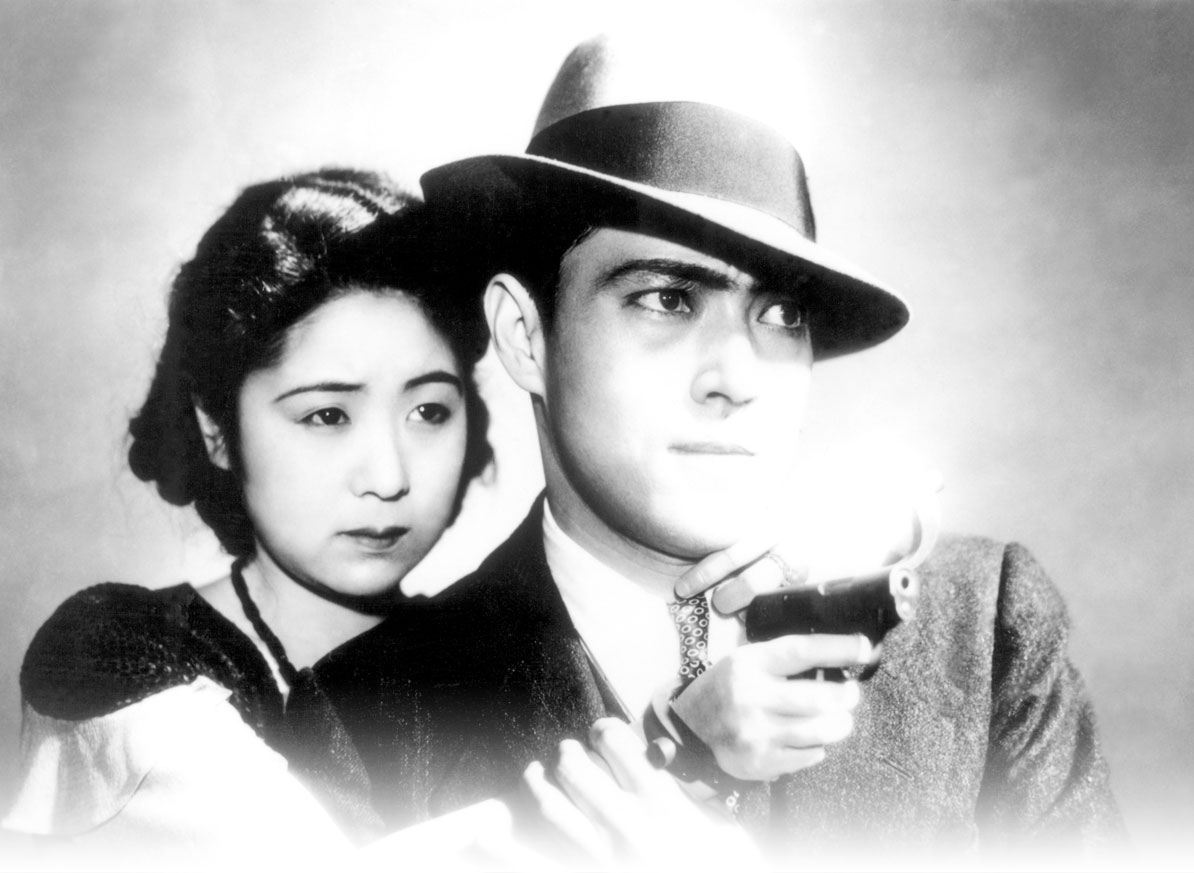
Kinuyo Tanaka et Jōji Oka dans Femmes et Voyous (1933).

Dès lors, rien n'arrête la jeune comédienne qui, pendant une décennie, tourne dans plus de dix films par an, du milieu des années 1920 jusqu'au milieu des années 1930. Outre Hiroshi Shimizu, qu'elle épouse en 1927 — leur mariage ne durera qu'un peu plus d'un an — et avec lequel elle tourne dix-huit films, deux autres réalisateurs sauront diriger comme personne la nouvelle égérie de la Shōchiku, il s'agit de Kiyohiko Ushihara et de Yasujirō Ozu.
Le premier s'est rendu aux États-Unis en 1926 pour étudier les méthodes de réalisation d'Hollywood et a travaillé sous la direction de Charlie Chaplin,,. De retour au Japon, il installe Kinuyo Tanaka en partenaire de la star Denmei Suzuki dans des comédies sentimentales urbaines à succès telles que L'Âge de l'émotion (感激時代, Kangeki jidai, 1928) et Lui et la vie (彼と人生, Kare to jinsei, 1929), ou dans L'armée avance (進軍, Shingun, 1930), une romance à gros budget sur fond de film de guerre, ayant nécessité plus d'un an de tournage, et destinée à célébrer le dixième anniversaire de l'entrée de la Shōchiku dans la production cinématographique.
Le second, Yasujirō Ozu, n'est pas encore le réalisateur internationalement estimé comme celui qui a le mieux dépeint le style de vie traditionnel du Japon. Il est, de ses débuts jusqu'au milieu des années 1930, plutôt reconnu comme un cinéaste à la sensibilité très américanisée, admirateur de réalisateurs américains tels qu'Ernst Lubitsch, King Vidor et William A. Wellman. Yasujirō Ozu fantasme Kinuyo Tanaka en réponse japonaise aux femmes fatales hollywoodiennes. Il tourne avec elle sept films muets, de J'ai été diplômé, mais… (大学は出たけれど, Daigaku wa deta keredo, 1929) à Une jeune fille pure (箱入娘, Hakoiri musume, 1935) en passant par le trépidant film de gangsters Femmes et Voyous (非常線の女, Hijosen no onna, 1933).
En 1929, Kinuyo Tanaka atteint le statut de kanbu (actrice principale dans des petites productions), elle est alors âgée de dix-neuf ans, puis celui de daikanbu, le plus haut rang qu'une actrice puisse atteindre dans l'industrie du cinéma, à l'âge de vingt-cinq ans. Elle est alors envisagée en jeune femme moderne et émancipée, figure régulière des gendaigeki des années 1920 et 1930.

### La transition vers le parlant

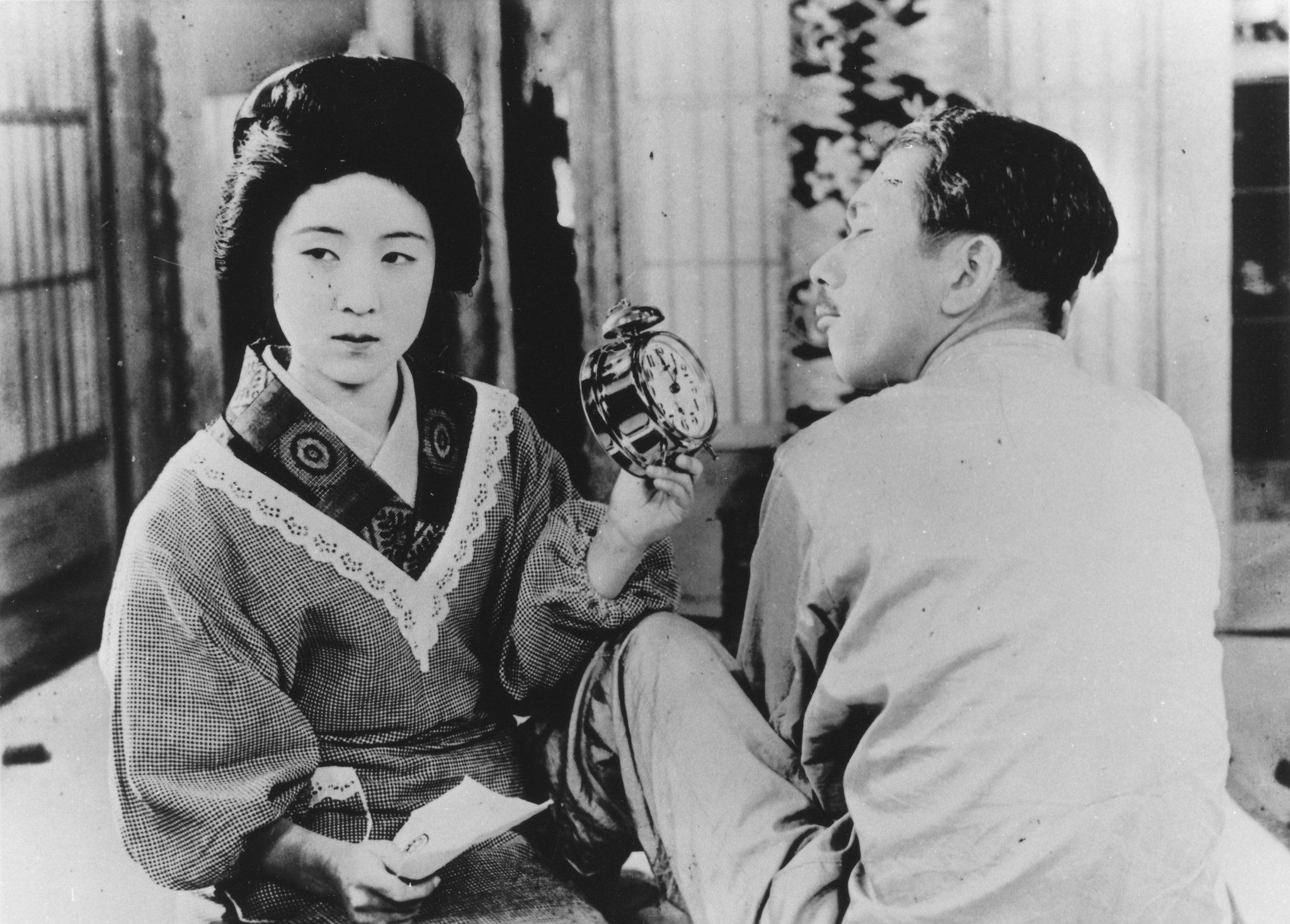
Kinuyo Tanaka et Atsushi Watanabe dans Mon amie et mon épouse (1931).

La rencontre avec Heinosuke Gosho est décisive, leur collaboration a commencé sur le film Les Gens du quartier (街の人々, Machi no hitobito, 1926). Ils tournent ensemble dix-sept films entre 1926 et 1936 et il est le premier à lui offrir un rôle principal dans Un rêve honteux (恥しい夢, Hazukashii yume, 1927). Gosho est l'un des chefs de file du genre shomingeki, il fait de Kinuyo Tanaka la protagoniste de ses fameux films à la gloire des classes moyennes et surtout, il lui permet un passage triomphal au parlant.
En 1931, Heinosuke Gosho réalise Mon amie et mon épouse (マダムと女房, Madamu to nyōbō), le premier film entièrement parlant de l'histoire du cinéma japonais. Kinuyo Tanaka, qui a l'accent du Kansai où elle a été élevée, n'est pas pressentie au départ pour ce premier talkie japonais, mais sa voix douce et séduisante fait finalement l'affaire,. Dans cette comédie légère, un dramaturge (Atsushi Watanabe) en quête de quiétude pour travailler à sa pièce est constamment dérangé par les bruits alentour. Excédé par des voisins qui écoutent de la musique jazz très fort, il se rend chez eux pour protester et fait la rencontre d'une jeune femme moderne et américanisée (Satoko Date). Séduit, le dramaturge se met à apprécier cette musique occidentale, ce que ne voit pas d'un très bon œil sa propre femme, interprétée par Kinuyo Tanaka. Finalement le dramaturge parvient à achever sa pièce et à apaiser son épouse. La revue Kinema Junpō désigne Mon amie et mon épouse meilleur film japonais de l'année 1931.
Kinuyo Tanaka tourne dans un autre film parlant réalisé par Heinosuke Gosho où la voix joue un rôle primordial, Les Rêves de la jeune fille mariée (花嫁の寝言, Hanayome no negoto, 1933). C'est une comédie mettant en scène une jeune mariée qui est épiée par les amis de son mari car elle parle dans son sommeil. Ce film, à forte connotation érotique si l'on tient compte de l'époque, obtient un grand succès. Mais pour poursuivre sa carrière, elle s'efforce de se débarrasser de son accent du Kansai.

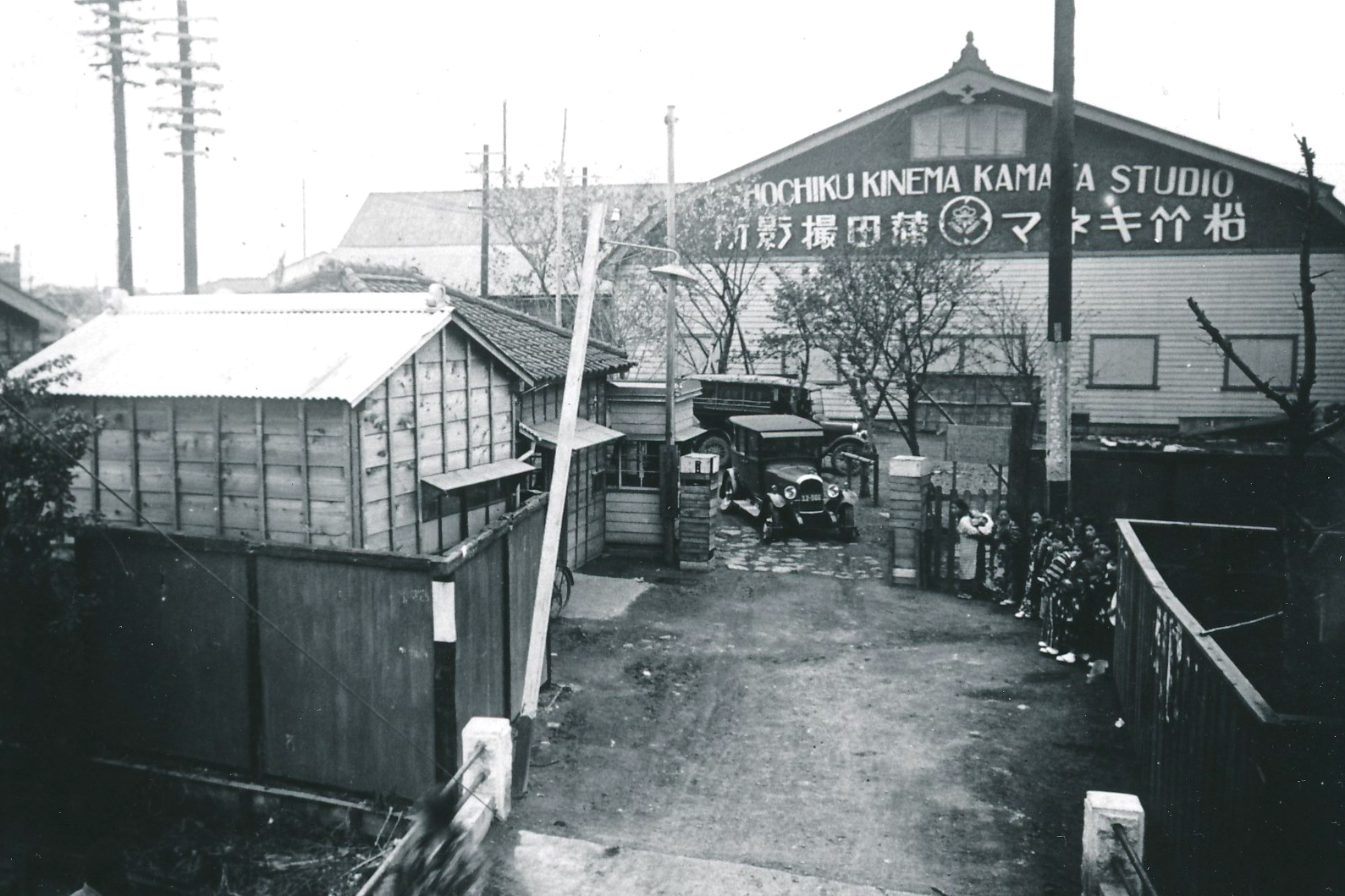
Studios Kamata de la Shōchiku dans les années 1920.

Notons deux autres films d'importance de cette période charnière : La Danseuse d'Izu (恋の花咲く 伊豆の踊子, Koi no hana saku Izu no odoriko, 1933) d'après une œuvre de Yasunari Kawabata qui conte les amours contrariées entre une jeune saltimbanque et un étudiant en vacances, l'un des meilleurs films de Gosho d'après Tadao Satō et Okoto et Sasuke (春琴抄 お琴と佐助, Shunkinsho: Okoto to Sasuke, 1935) de Yasujirō Shimazu adapté d'une nouvelle de Jun'ichirō Tanizaki où Kinuyo Tanaka interprète une joueuse de koto aveugle, fille d'un riche négociant ayant une relation trouble avec un employé de son père.
Avec la généralisation du parlant, la Shōchiku quitte ses studios de Kamata à Tokyo en 1936 pour s'installer à Ōfuna (ja) dans la préfecture de Kanagawa, car il faut des studios plus grands et plus calmes pour les prises de son. Les principales stars féminines de la Shōchiku sont alors Kinoyo Tanaka, Hiroko Kawasaki, Michiko Oikawa, Michiko Kuwano, Kuniko Miyake, Mieko Takamine et Michiyo Kogure.
Kinuyo Tanaka quant à elle déménage à Kamakura dans une maison proche des nouveaux studios. Elle héberge la toute jeune actrice Hideko Takamine, alors âgée de douze ans, pendant la durée du tournage du film en deux parties dont elles partagent l'affiche : Le Nouveau Chemin : Akemi (新道・朱実の巻, Shindo: Akemi no maki, 1936) et Le Nouveau Chemin : Ryota (新道後篇, Shindō: Kohen Ryota no maki, 1936) de Heinosuke Gosho.

### Les années de guerre: 1937-1945

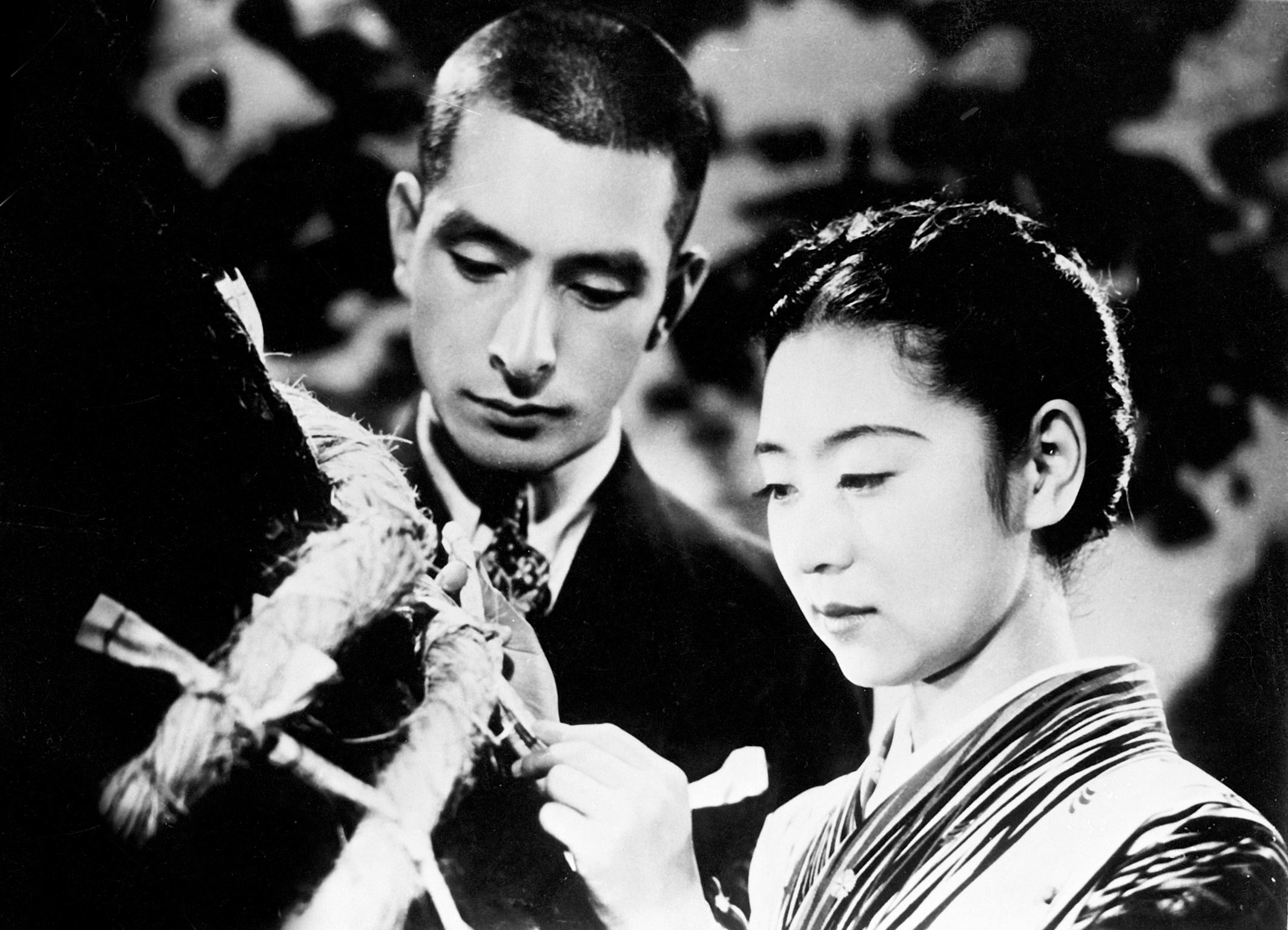
Ken Uehara et Kinuyo Tanaka dans Katsura, l'arbre de l'amour (1938).

Au cours des années 1930, l'actrice est si populaire que son prénom figure sur plusieurs titres de films : L'Histoire de Kinoyo (絹代物語, Kinuyo monogatari, 1930) de Heinosuke Gosho ainsi que Docteur Kinuyo (女医絹代先生, Joi Kinuyo sensei, 1937) et Le Premier Amour de Kinuyo (絹代の初恋, Kinuyo no hatsukoi, 1940) de Hiromasa Nomura,.
En 1938, elle interprète, dans La Mère et l'enfant (母と子, Haha to ko) de Minoru Shibuya, la fille de la maîtresse d'un directeur d'entreprise qui refuse de se marier avec un employé plein d'avenir et de suivre la voie de sa mère. La même année, dans Katsura, l'arbre de l'amour (愛染かつら, Aizen katsura) de Hiromasa Nomura, elle joue le rôle d'une infirmière amoureuse d'un médecin avec lequel elle n'a que des rendez-vous manqués et qui devient chanteuse de music-hall. Au départ, c'est l'actrice Mieko Takamine qui devait interpréter le rôle principal mais Shirō Kido, le président des studios Ōfuna de la Shōchiku, use de son influence pour imposer Kinuyo Tanaka. Malgré des critiques réservées, Katsura, l'arbre de l'amour est un immense succès, selon Jean Tulard, c'est l'un des deux mélodrames qui a le plus marqué le Japon. C'est aussi, à l'époque de sa sortie, le film japonais qui a rapporté le plus d'argent, si bien que deux suites voient le jour : Zoku aizen katsura (続愛染かつら, 1939) puis Aizen katsura: Kanketsu-hen (愛染かつら 完結篇, 1939).
En 1937 a commencé la seconde guerre sino-japonaise et le 1er octobre 1939 est mise en application au Japon la loi sur le cinéma qui vise à placer toute la création cinématographique sous le contrôle du gouvernement. Kinuyo Tanaka n'échappe pas au cinéma de propagande et la voilà propulsée dans différents haha-mono (litt. « films de mamans »), destinés à consoler les mères qui voient leurs fils enrôlés dans l'armée impériale et partir au front. La scène cruciale dans L'Armée (陸軍, Rikugun, 1944) de Keisuke Kinoshita est celle qui clôt le film où le régiment de Fukuoka traverse la ville pour partir à la guerre. Dans la foule en liesse qui pousse des cris de joie, une mère angoissée, interprétée par Tanaka, marche aux côtés de son fils qui défile. Cette mère est si clairement bouleversée que cette séquence a failli être coupée par la censure.
L'année 1940 marque la date de la première collaboration entre Kinuyo Tanaka et Kenji Mizoguchi,, arrivé à la Shōchiku l'année précédente, dans La Femme de Naniwa (浪花女, Naniwa onna). Ce film, considéré comme perdu, se situe dans le monde du jōruri (spectacle traditionnel de marionnettes japonais accompagné au shamisen). Le cinéaste et l'actrice vont tourner quinze films ensemble et c'est dans l'immédiat après-guerre que le duo va commencer à bâtir son « grand œuvre » qui leur vaudra une reconnaissance internationale.

### L'après-guerre

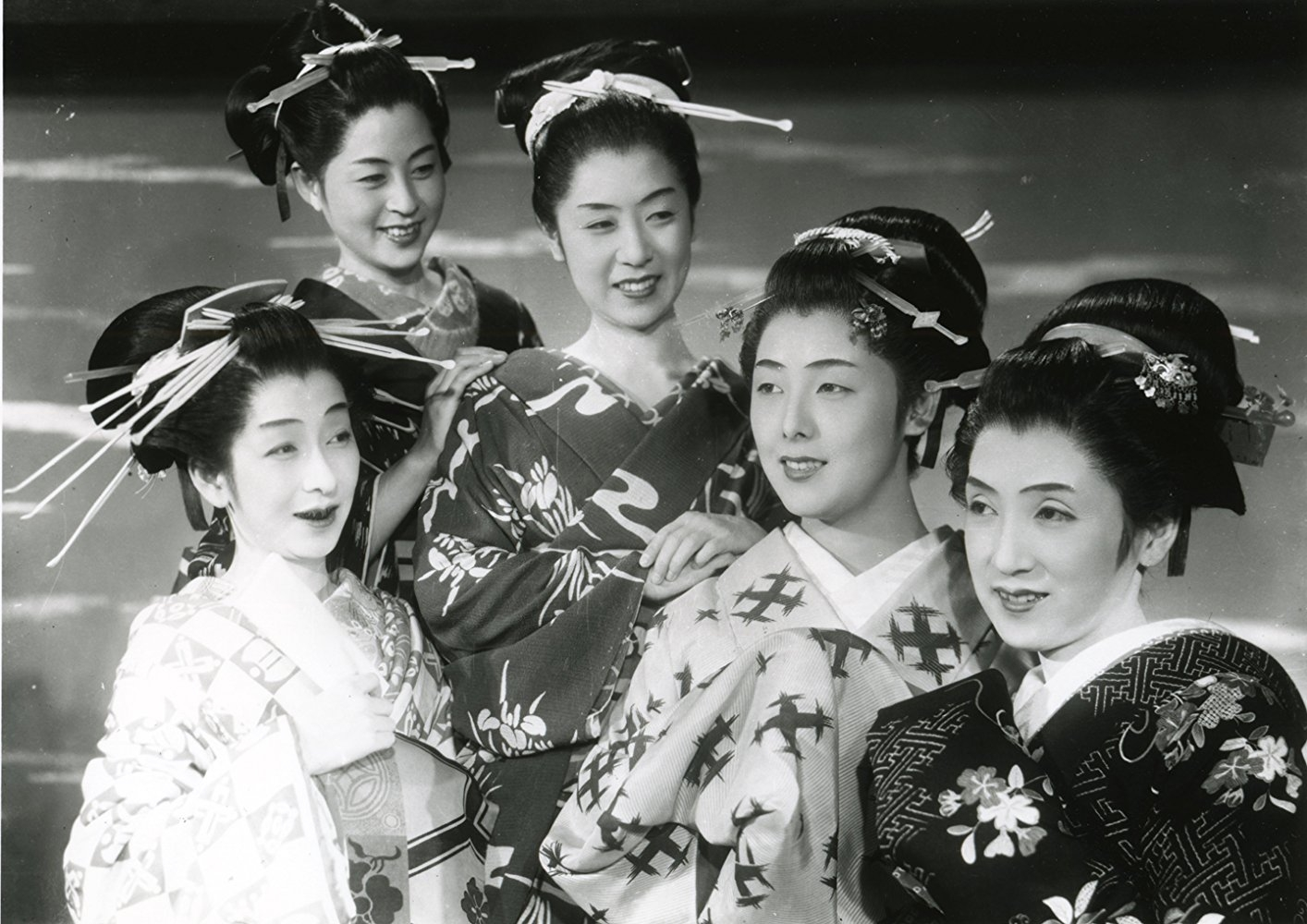
Cinq Femmes autour d'Utamaro (1946).

Dès 1945, l'armée d'occupation américaine entreprend la démocratisation des médias et de l'industrie cinématographique du Japon,. Un bureau spécial est créé, la Section d'information et d'éducation civiques (Civil Information and Education Section ou CI&E) qui compte au nombre de ses tâches l'examen des scénarios nouveaux et le compte rendu des produits achevés.
Dans ce contexte, Kinuyo Tanaka interprète le rôle d'une avocate qui défend une mère infanticide dans La Victoire des femmes (女性の勝利, Josei no shōri, 1946) de Kenji Mizoguchi, un plaidoyer féministe très marqué par l'immédiate après-guerre. La collaboration entre le cinéaste et l'actrice se poursuit avec Cinq Femmes autour d'Utamaro (歌麿をめぐる五人の女, Utamaro o meguru gonin no onna, 1946), L'Amour de l'actrice Sumako (女優須磨子の恋, Joyū Sumako no koi, 1947) et Femmes de la nuit (夜の女たち, Yoru no onnatachi, 1948).
Le 21 octobre 1949, Kinuyo Tanaka part pour un voyage aux États-Unis en ambassadrice de bonne volonté,,,. Elle y rencontre Bette Davis, Joan Crawford, Elizabeth Taylor, John Wayne ou encore Nancy et Ronald Reagan. Cette visite est très commentée au Japon et à sa grande surprise, son séjour américain est très mal perçu par la presse du Japon occupé, d'autant que l'actrice en revient habillée à l'occidentale et gratifie les journalistes d'un « hello » à sa descente d'avion le 19 janvier 1950. Elle se voit affubler du sobriquet de ameshon joyū et subit les foudres de l'opinion publique au point, confiera-t-elle, de penser au suicide,,.
Elle décide alors de quitter la Shōchiku, la société de production avec laquelle elle est sous contrat depuis ses débuts en 1924 et avec laquelle elle a tourné dans près de 200 films, pour travailler désormais en indépendante et ainsi avoir la possibilité de choisir les réalisateurs avec qui elle souhaite collaborer,. Nous sommes à l'aube des années 1950, la période la plus prospère et la plus glorieuse du cinéma japonais, celle qui marque un nouvel âge d'or de son histoire.

### L'âge d'or du cinéma japonais des années 1950

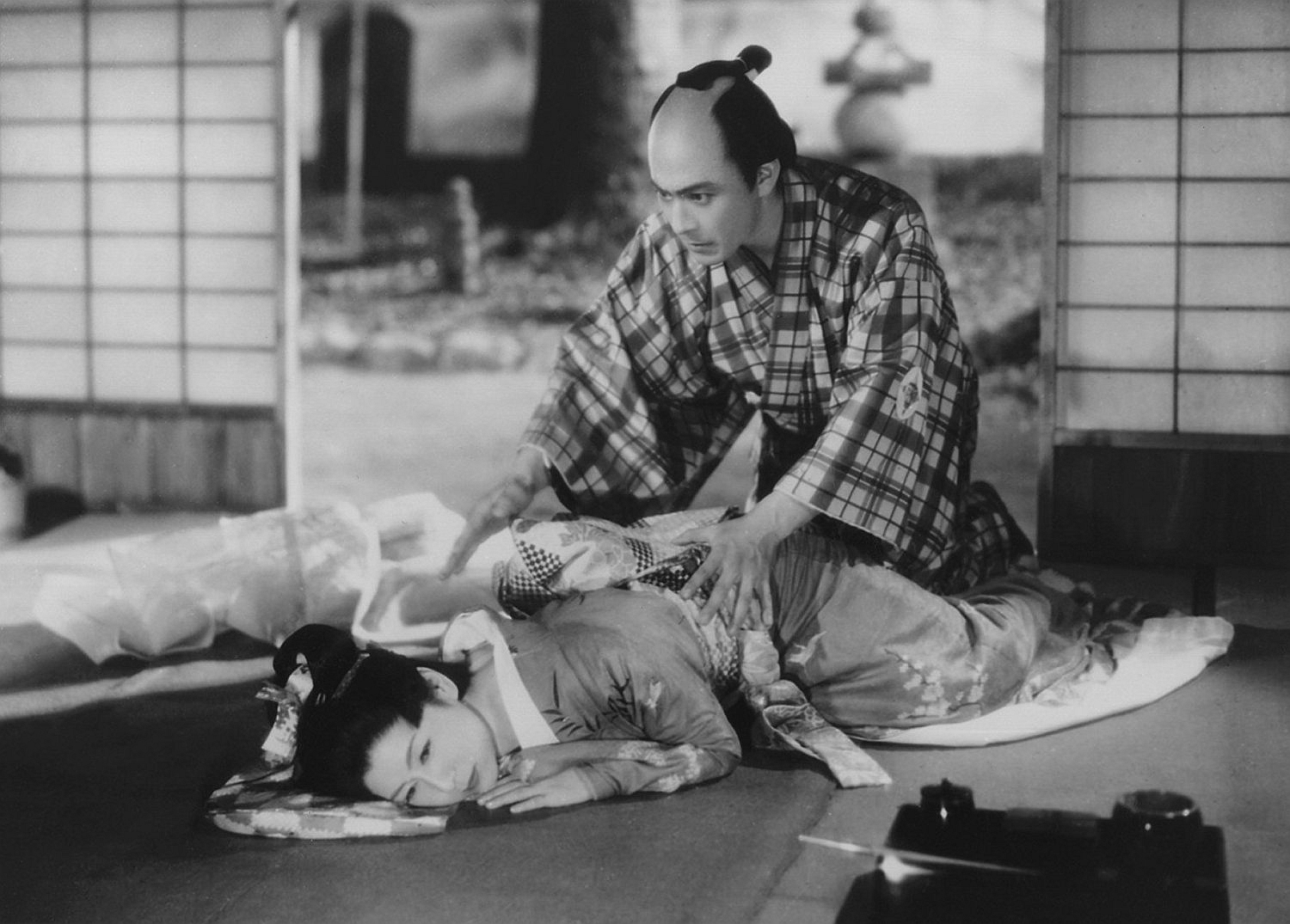
Toshirō Mifune et Kinuyo Tanaka dans La Vie d'O'Haru femme galante (1952).

Désormais libre de choisir avec qui elle travaille, Kinuyo Tanaka entame, pour la Daiei et la Shintōhō, une impressionnante série de grands films où se conjuguent les talents d'un grand scénariste (Yoshikata Yoda), d'un chef opérateur de génie (Kazuo Miyagawa), d'un immense cinéaste (Kenji Mizoguchi) et de son actrice, avec Miss Oyu (お遊さま, Oyū-sama, 1951), La Vie d'O'Haru femme galante (西鶴一代女, Saikaku ichidai onna, 1952), Les Contes de la lune vague après la pluie (雨月物語, Ugetsu monogatari, 1953) et L'Intendant Sansho (山椒大夫, Sanshō dayū, 1954). Ces trois derniers films sont récompensés trois années de suite à la Mostra de Venise,,,, apportant ainsi une reconnaissance internationale à Kenji Mizoguchi et à Kinuyo Tanaka,. Son interprétation dans La Vie d'O'Haru femme galante en particulier résonne comme un condensé en un seul film des rôles emblématiques de la comédienne : tour à tour noble dame de cour, amante, mère, geisha, épouse d'un homme de la classe moyenne, prostituée et enfin pèlerin. Les rumeurs courant sur une relation amoureuse entre Kinuyo Tanaka et Kenji Mizoguchi viennent encore renforcer le mythe du « cinéaste et de sa muse », bien que la comédienne ait toujours nié l'existence d'une telle liaison romantique,.
L'actrice travaille avec les plus grands réalisateurs de cette période : elle retrouve Yasujirō Ozu dans Les Sœurs Munakata (宗方姉妹, Munakata kyōdai, 1950) et Fleurs d'équinoxe (彼岸花, Higanbana, 1958), le premier film en couleurs du réalisateur, ainsi que Heinosuke Gosho dans Là d'où l'on voit les cheminées (煙突の見える場所, Entotsu no mieru basho, 1953). Elle collabore avec Mikio Naruse dans Le Fard de Ginza (銀座化粧, Ginza keshō, 1951), La Mère (おかあさん, Okaasan, 1952), l'un des meilleurs films du réalisateur selon Tadao Satō, et Au gré du courant (流れる, Nagareru, 1956), puis avec Kaneto Shindō dans La tristesse est aux femmes (悲しみは女だけに, Kanashimi wa onna dakeni, 1958).
En 1958, Keisuke Kinoshita lui offre l'un de ses plus beaux rôles dans La Ballade de Narayama (楢山節考, Narayama bushiko), une adaptation dans le style du kabuki et accompagnée de musique de jōruri, du roman de Shichirō Fukazawa, lui-même basé sur une vieille légende populaire. Elle y interprète le rôle d'une vieille femme pauvre qui accepte joyeusement de se plier à la coutume qui veut que les vieillards du village ayant atteint l'âge de soixante-dix ans soient abandonnés dans la montagne pour y mourir. Alors âgée de quarante-huit ans, elle se fait retirer quatre implants dentaires pour incarner ce personnage de vingt ans son aîné, témoignage s'il en est de la passion avec laquelle l'actrice exerce son art,. Le journal Kinema Junpō lui décerne le prix de la meilleure actrice de l'année 1958 pour cette interprétation,.
Durant les années 1950, la filmographie de Kinuyo Tanaka est vertigineuse tant elle compte d'œuvres majeures du cinéma japonais classique.

### Le passage à la réalisation

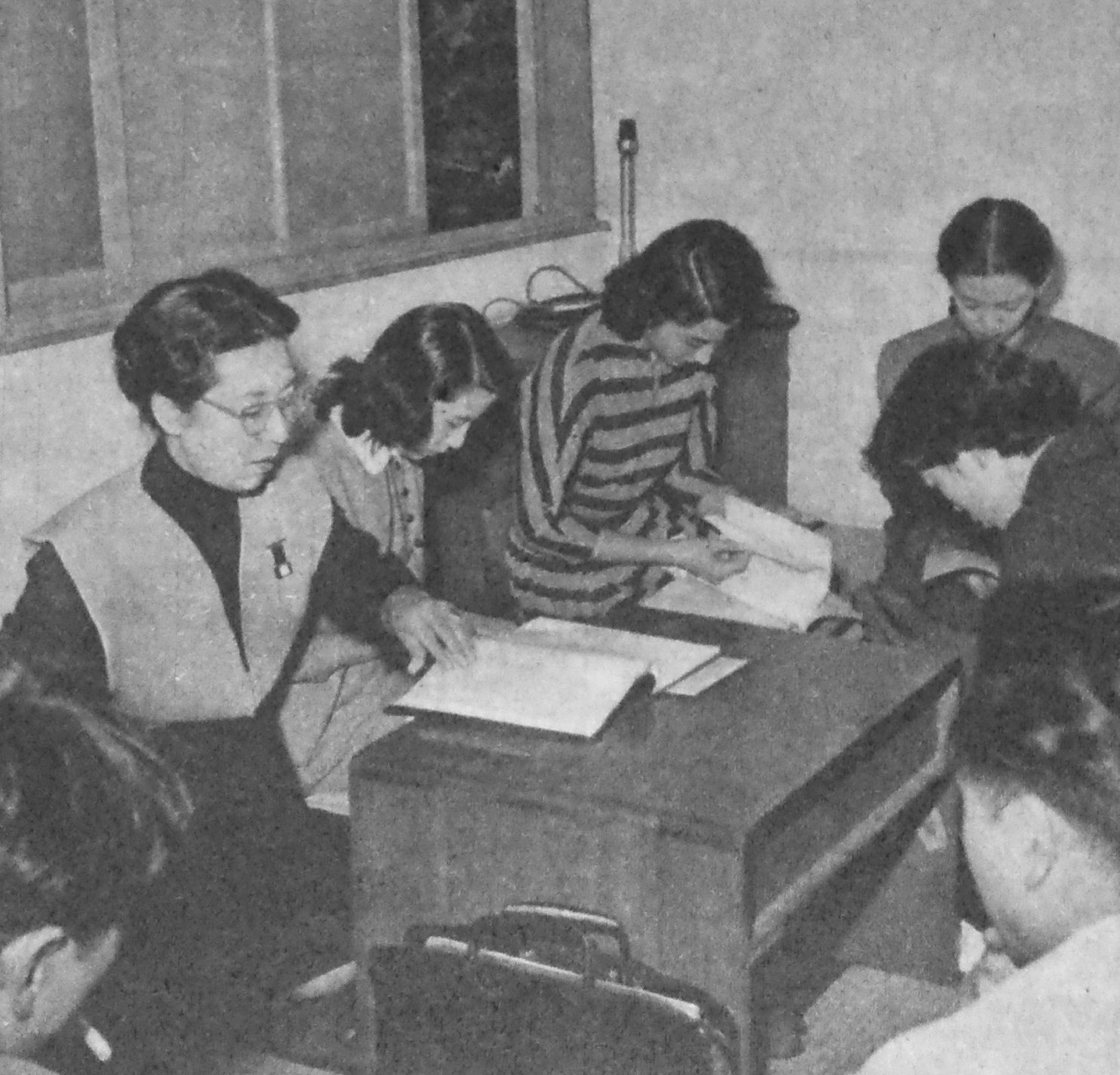
Préparation du tournage de Lettre d'amour (1953).

Au début des années 1950, Kinuyo Tanaka envisage de passer de l'autre côté de la caméra. En 1952, elle demande à Mikio Naruse de l'engager comme assistante sur le film Frère aîné, sœur cadette (あにいもうと, Ani imōto), afin de se perfectionner dans son nouveau métier,.
En 1953, de retour d'un voyage à Paris, Kenji Mizoguchi refuse à Kinuyo Tanaka de signer une lettre de recommandation d'usage pour qu'elle fasse ses débuts de cinéaste malgré une collaboration riche de quinze films, marquant ainsi la brouille entre Kinuyo et le réalisateur. Mais à l'exception de Kenji Mizoguchi, la plupart des grands réalisateurs apportent leur plein concours à cette nouvelle orientation de carrière.
Lorsqu'elle réalise finalement son premier film, Lettre d'amour (恋文, Koibumi, 1953), Kinuyo Tanaka devient la seconde femme à passer à la réalisation de l'histoire des studios japonais, après Tazuko Sakane qui a réalisé un film en 1936 et une dizaine de documentaires en Mandchourie durant la Seconde Guerre mondiale. Dans une interview donnée à la revue Kinema Junpō, elle déclare : « Maintenant qu'il y a également des femmes élues à la Diète du Japon, j'ai pensé que ce serait une bonne chose qu'il y ait aussi au moins une femme réalisatrice,. » (Avec l'arrivée des forces d'occupation américaines, les femmes gagnent le droit de vote en 1946 et participent pour la première fois aux élections générales cette même année, avec pour conséquence l'élection de 39 femmes à la Diète, le parlement du Japon.)

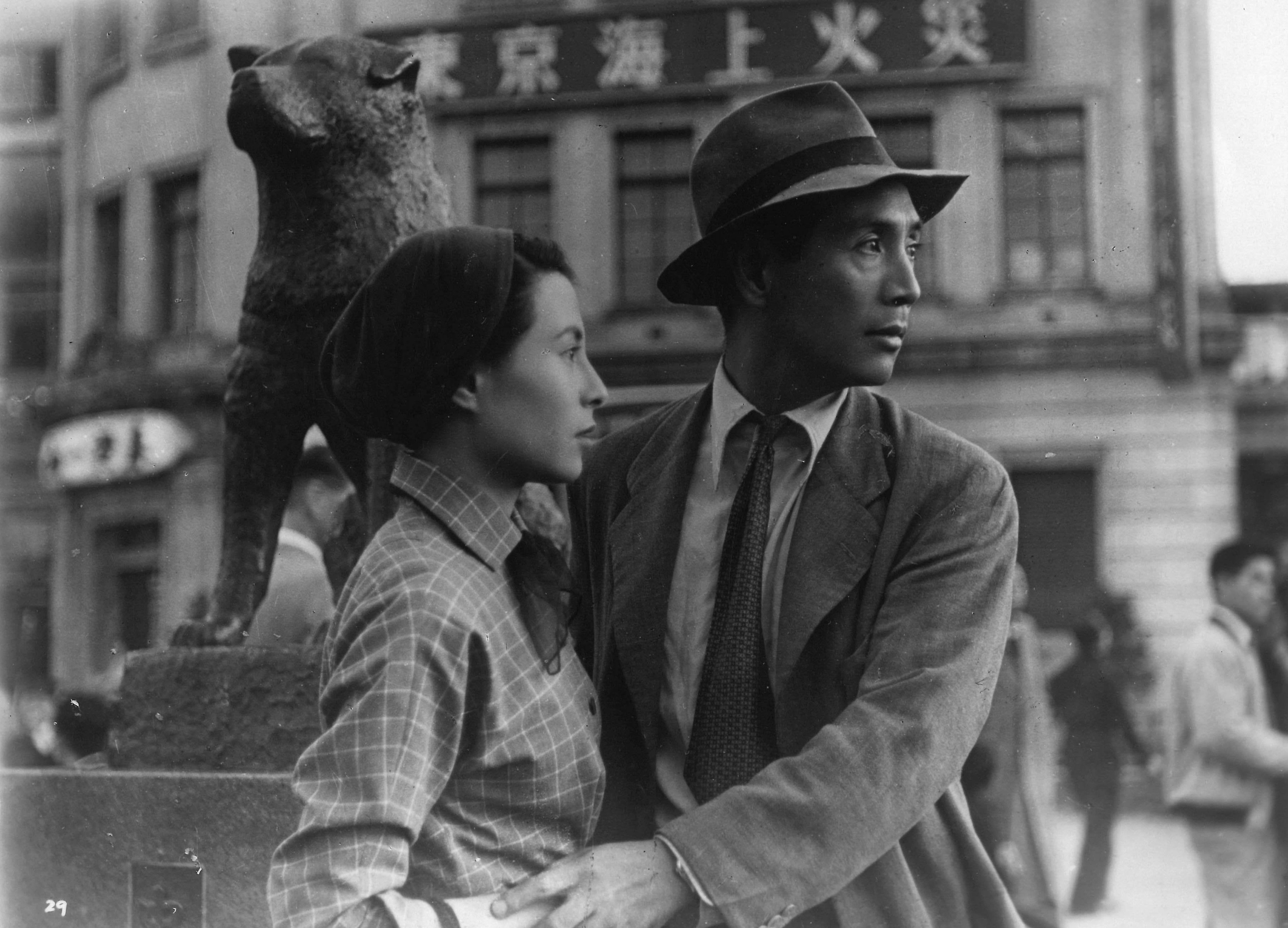
Yoshiko Kuga et Masayuki Mori dans Lettre d'amour (1953).

Kinuyo Tanaka est sans aucun doute la première réalisatrice à avoir une carrière commerciale, elle est aussi la seule femme cinéaste active durant l'âge d'or du cinéma japonais des années 1950. Son statut de star donne de la visibilité à ses films et lui permet de travailler, pour cinq d'entre eux, avec les grands studios japonais que sont la Shintōhō, la Nikkatsu, la Daiei et la Tōhō. Seul son dernier film est produit par une société de production indépendante : le Ninjin Club, fondée par les actrices Keiko Kishi, Yoshiko Kuga et Ineko Arima, qui vise à garantir la liberté de travail des acteurs face aux contraintes des grands studios,.
Pour les six longs métrages qu'elle réalise entre 1953 et 1962, Kinuyo Tanaka s'entoure des plus grands : Keisuke Kinoshita, Yasujirō Ozu ou Natto Wada au scénario, Yoshiko Kuga ou Machiko Kyō dans la distribution. Son cinéma est résolument un cinéma « au féminin », faisant la part belle aux actrices et aux grands sujets. Lettre d'amour (恋文, Koibumi, 1953) aborde le thème des conséquences de la guerre sur les relations sentimentales. La lune s'est levée (月は昇りぬ, Tsuki wa noborinu, 1955) est un drame familial centré sur trois sœurs. Maternité éternelle (乳房よ永遠なれ, Chibusa yo eien nare, 1955) s'inspire de la vie de Fumiko Nakajō, poétesse waka morte à 31 ans d'un cancer du sein. La Nuit des femmes (女ばかりの夜, Onna bakari no yoru, 1961) parle des centres de réinsertion pour anciennes prostituées et de la difficulté pour elles de se réintégrer dans la société. Enfin La Princesse errante (流転の王妃, Ruten no ōhi, 1960) et Mademoiselle Ogin (お吟さま, Ogin-sama, 1962) brossent le portrait de femmes écrasées par les machinations de l'histoire,.

### La fin de carrière
À partir des années 1960, la carrière de Kinuyo Tanaka est déclinante. Elle se tourne principalement vers la télévision et ne fait plus que quelques apparitions dans des seconds rôles chez Mikio Naruse dans Chronique de mon vagabondage (放浪記, Hōrōki, 1962), chez Kon Ichikawa dans Seul sur l'océan Pacifique (太平洋ひとりぼっち, Taiheiyō hitori-botchi, 1963) ou chez Akira Kurosawa dans Barberousse (赤ひげ, Akahige, 1965),.
C'est en 1974 qu'elle fait un retour fracassant sur les écrans dans Sandakan N° 8 (サンダカン八番娼館 望郷, Sandakan hachibanshōkan bōkyō) de Kei Kumai qui lui vaut un Ours d'argent de la meilleure actrice à la Berlinale 1975, ainsi que deux prix de la meilleure actrice décernés par les revues Kinema Junpō et Mainichi Shinbun,. Kinuyo Tanaka interprète le rôle d'une karayuki-san (唐行きさん, littéralement « celles qui sont parties au-delà des mers ») à présent âgée qui est interviewée par une journaliste. Sa triste histoire en tant que prostituée dans un bordel de Bornéo est racontée en flash-back. Le film est une forte condamnation de la politique japonaise de fournir des « femmes de réconfort » aux troupes impériales durant la Seconde Guerre mondiale.
La même année, elle joue dans Trois Vieilles Dames (三婆, Sanbaba) de Noboru Nakamura, une tragi-comédie autour d'une affaire d'héritage sur la peur de vieillir et le temps qui passe. Le film réunit trois actrices de renom de l'âge d'or des années 1950, Kinuyo Tanaka, Michiyo Kogure et Aiko Mimasu, assumant pleinement leur rôle.
En 1975 elle fait partie des personnes interviewées dans le documentaire Kenji Mizoguchi ou la vie d'un artiste (ある映画監督の生涯 溝口健二の記録, Aru eiga-kantoku no shōgai Mizoguchi Kenji no kiroku) que Kaneto Shindō consacre au réalisateur.
Elle apparaît une dernière fois au cinéma dans La Berceuse de la grande terre (大地の子守唄, Daichi no komoriuta, 1976) de Yasuzō Masumura. En janvier 1977 Kinuyo Tanaka est conduite à l'hôpital, elle meurt le 21 mars 1977 des suites d'une tumeur du cerveau à l'âge de 67 ans. Ses funérailles officielles, en tant que membre de l'industrie cinématographique se déroulent au temple Tsukiji Hongan-ji de Tokyo et rassemblent 5 000 personnes. Conformément à ses dernières volontés, ses restes sont portés dans la tombe familiale de Shimonoseki. Elle est décorée à titre posthume de l'ordre du Trésor sacré, hommage par l'empereur aux personnes ayant rendu de grands services au pays.
Considérée comme l'une des plus grandes actrices japonaises, elle est apparue dans plus de 250 films entre 1924, année de ses débuts, et 1976. Seconde femme cinéaste au Japon, elle a réalisé six films, sortis entre 1953 et 1962. Sa carrière, dont la portée non seulement cinématographique mais aussi culturelle, est encore peu reconnue en Occident et n'a peut-être pas encore été pleinement explorée au Japon.

Sélection de scènes de films avec Kinuyo Tanaka dans les années 1920-1930
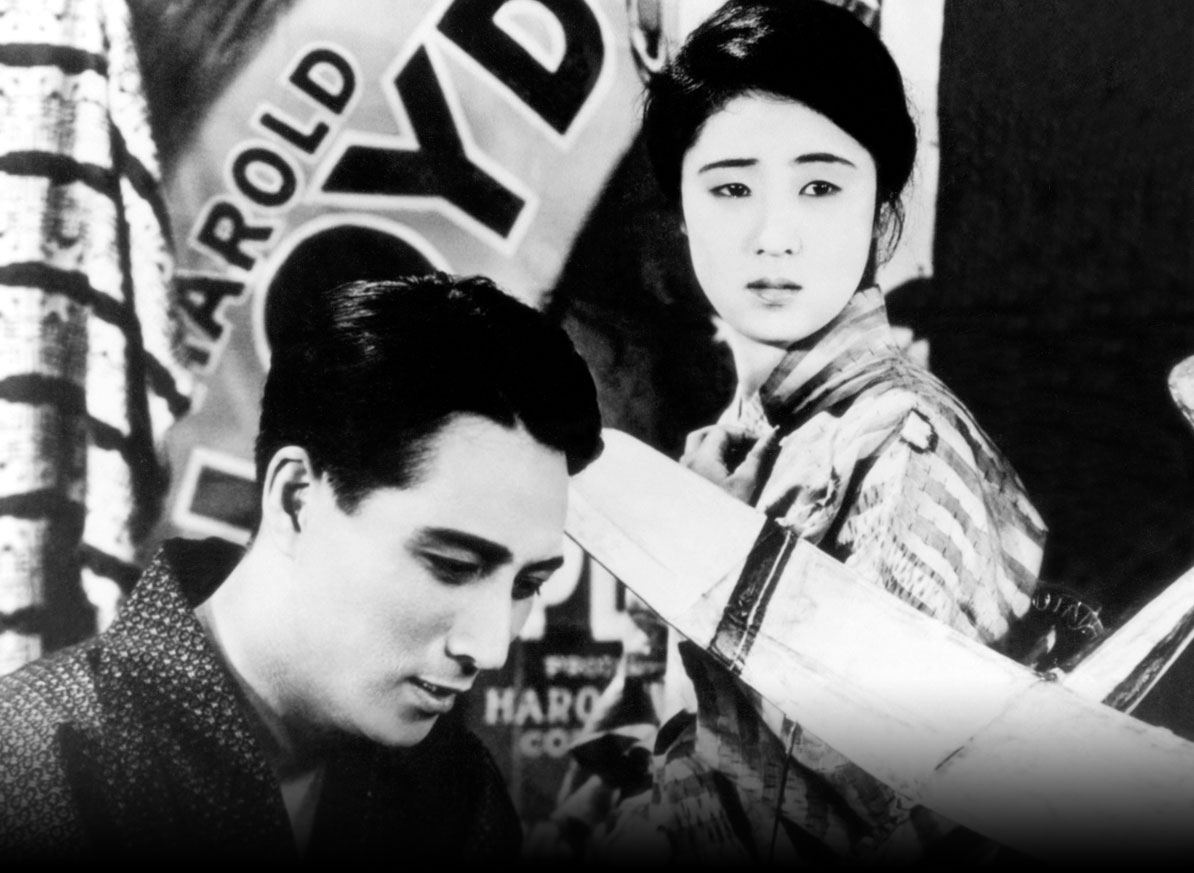
J'ai été diplômé, mais… (1929).
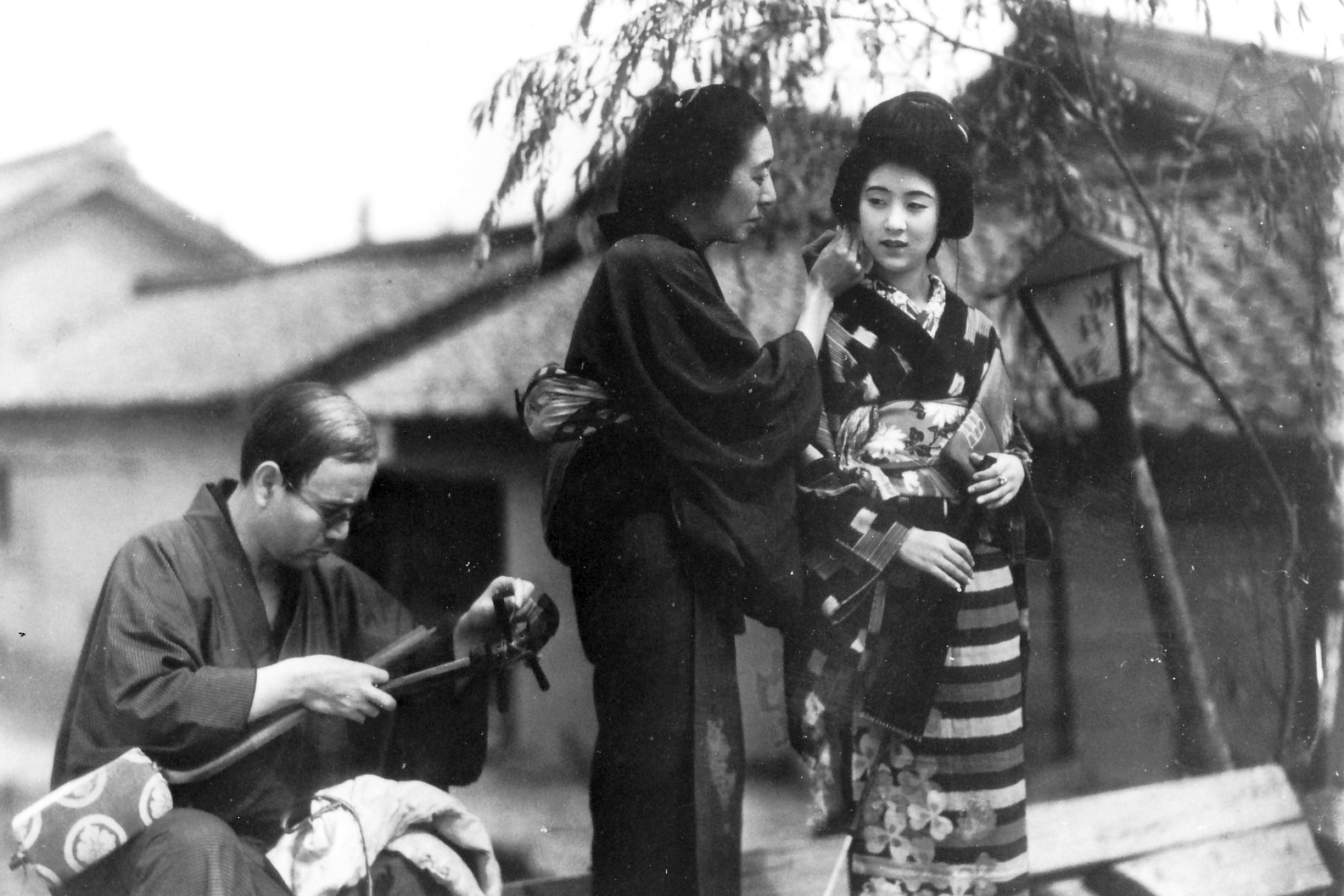
L'Histoire de Kinuyo (1930).
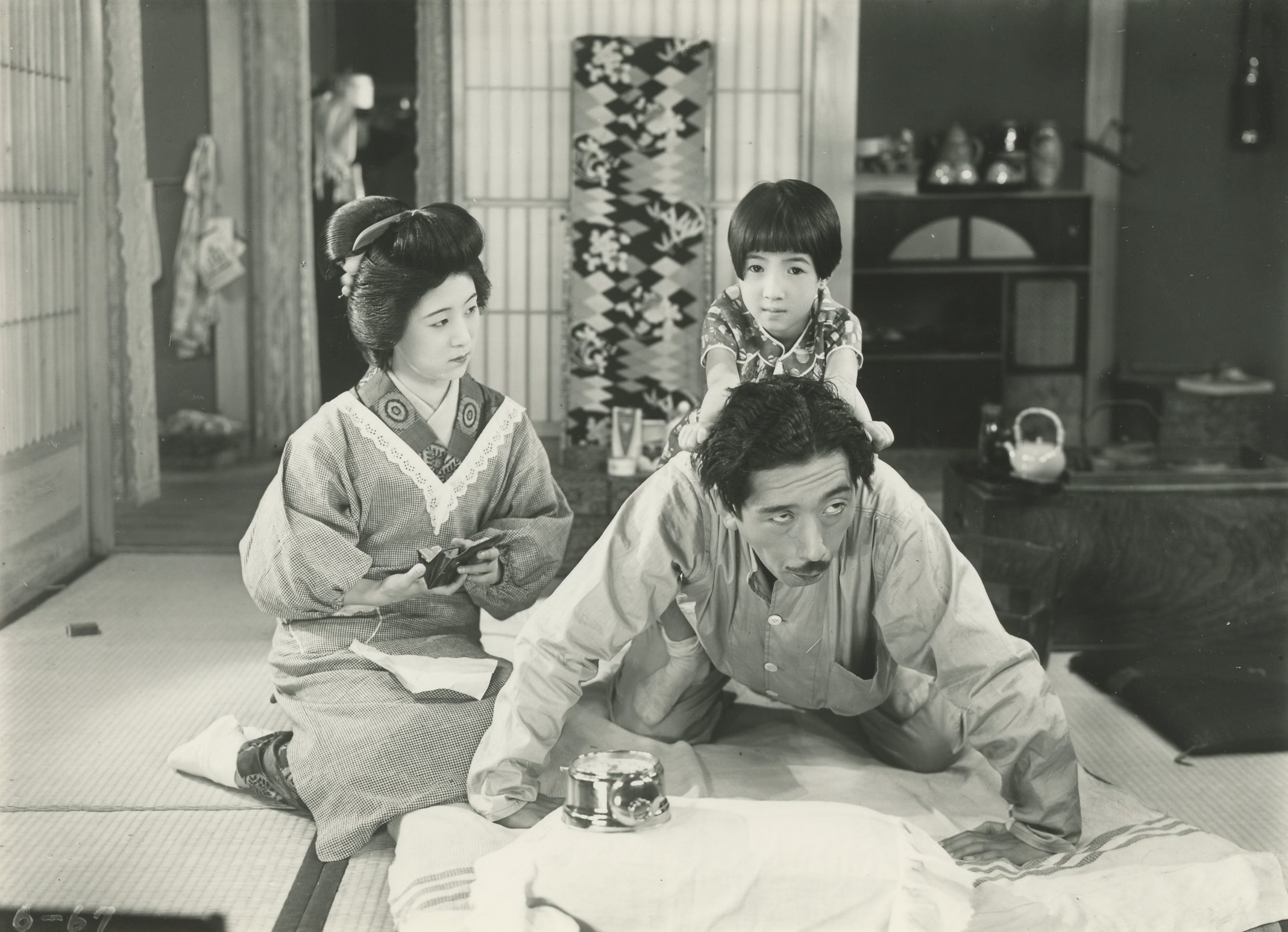
Mon amie et mon épouse (1931).
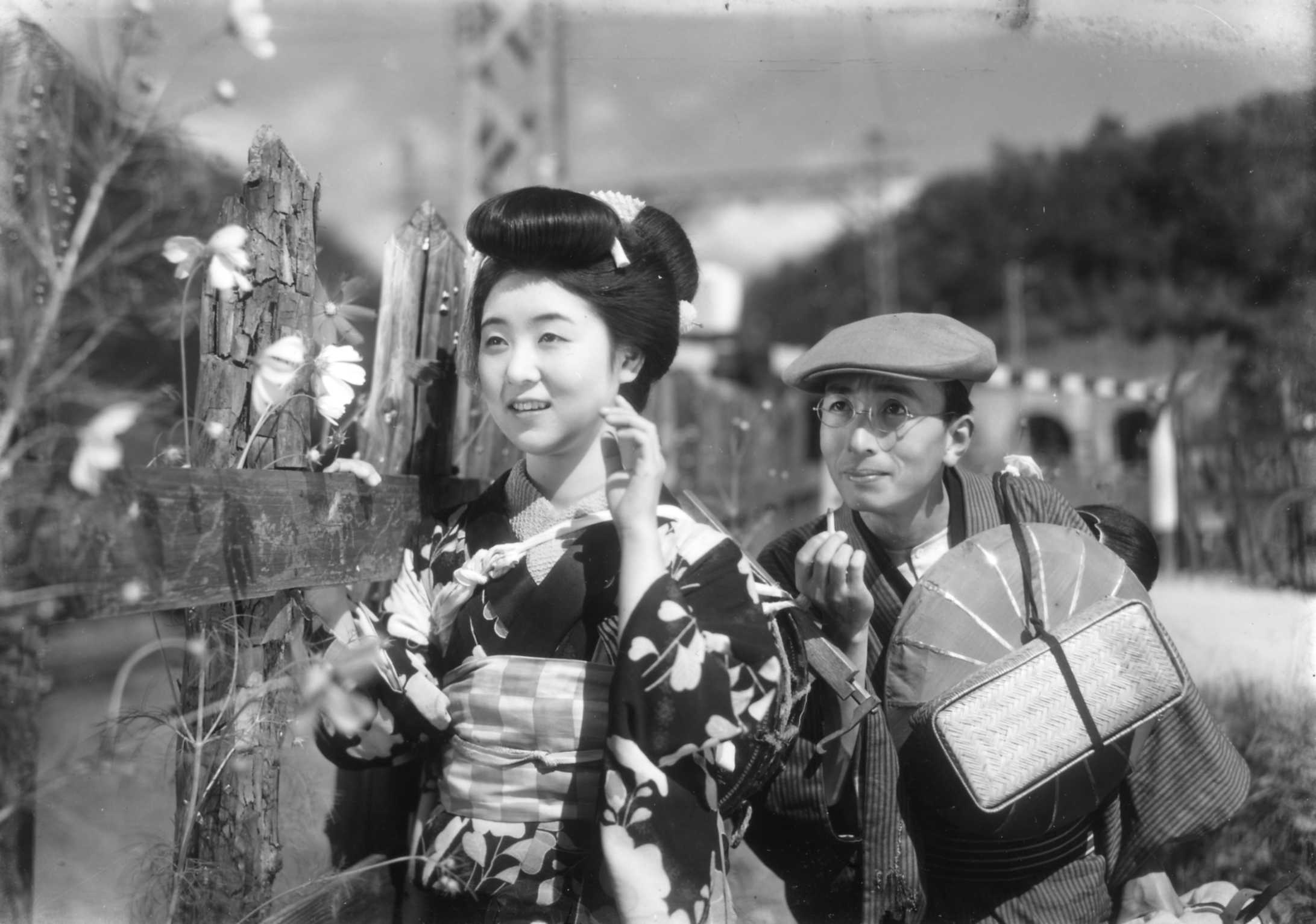
La Danseuse d'Izu (1933).
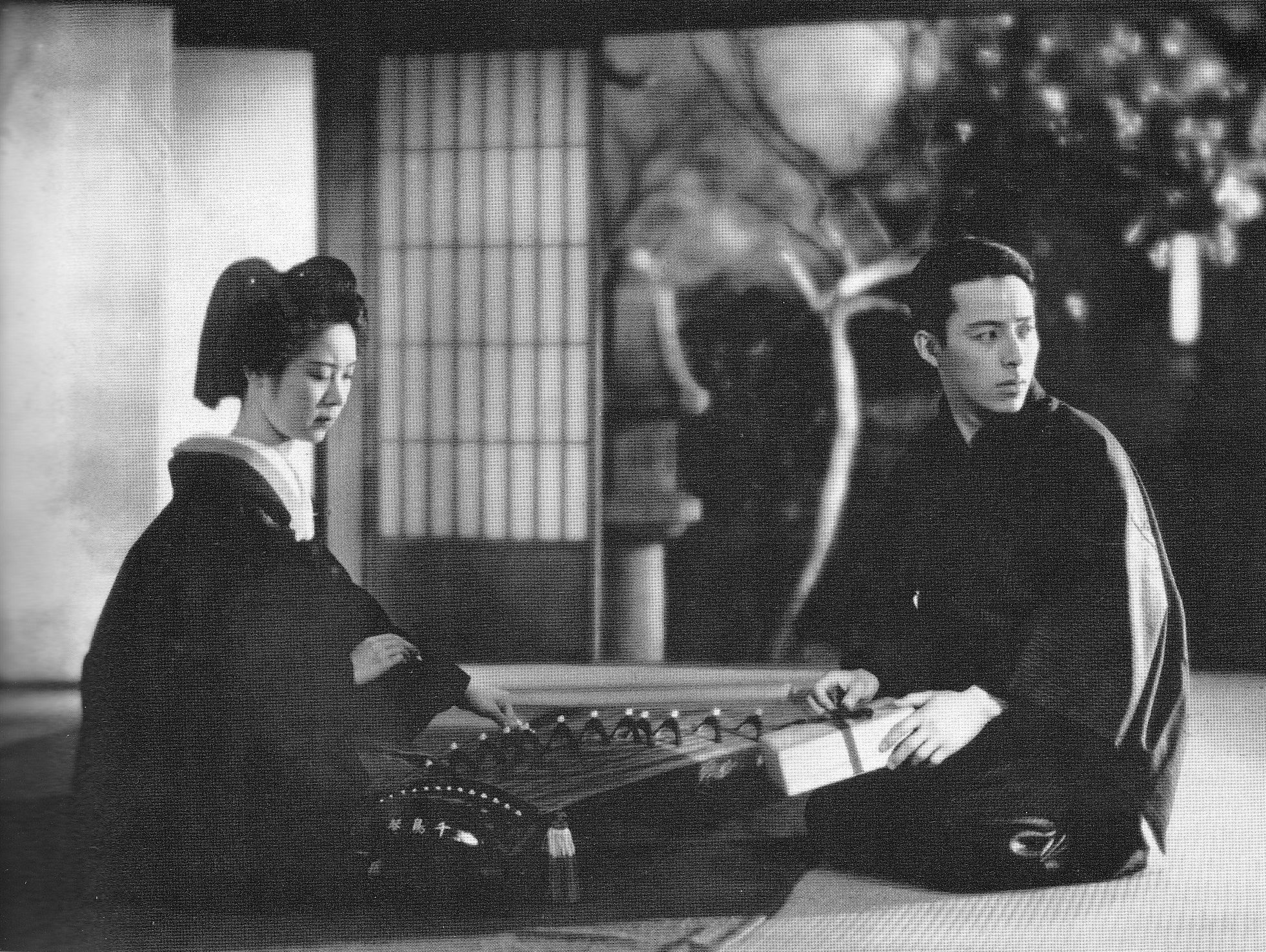
Okoto et Sasuke (1935).
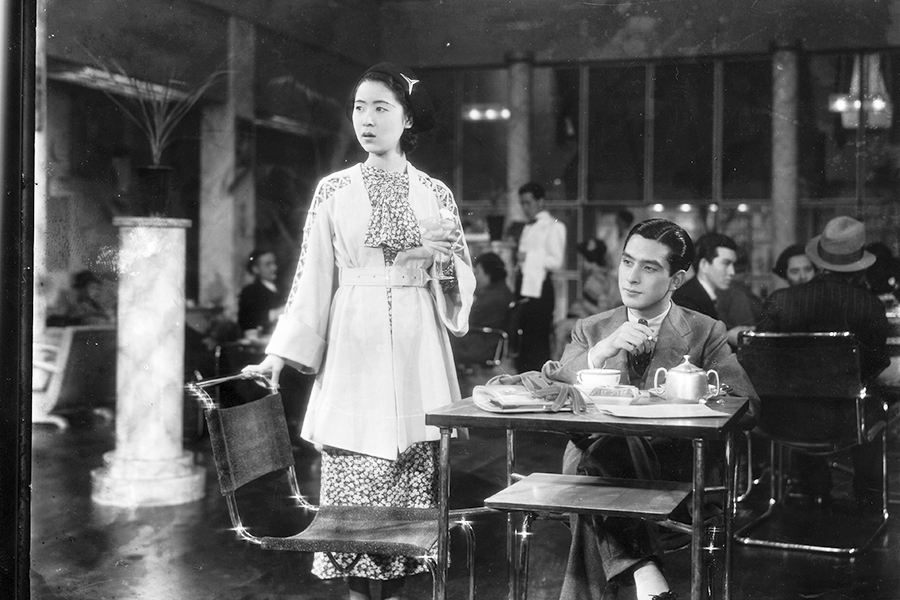
Le Nouveau Chemin (1936).

## Filmographie
La filmographie de Kinuyo Tanaka est établie à partir de deux sources, la base de données JMDb d'une part et sa filmographie sur le site du musée Kinuyo Tanaka Bunkakan d'autre part.
Pour les films qui n'apparaissent que sur une seule de ces deux sources, une note a été ajoutée.

### Comme actrice au cinéma

#### Années 1920
- 1924 : La Femme de l'ère Genroku (元禄女, Genroku onna?) de Hōtei Nomura
- 1924 : Le Pâturage du village (村の牧場, Mura no bokujo?) de Hiroshi Shimizu : Oharu
- 1925 : Les Petits Artistes ambulants (小さき旅芸人, Chiisaki tabi geinin?) de Hiroshi Shimizu
- 1925 : Le Cri du torrent (激流の叫び, Gekiryū no sakebi?) de Hiroshi Shimizu
- 1925 : Un amour intrépide (勇敢なる恋, Yūkan naru koi?) de Yasujirō Shimazu
- 1925 : La nature juge (自然は裁く, Shizen wa sabaku?) de Yasujirō Shimazu
- 1925 : Cent hommes qui se battent d'un même cœur (一心寺の百人斬, Isshin-ji no hyakuningiri?) de Hiroshi Shimizu
- 1925 : Le Guerrier tombé (落武者, Ochimusha?) de Hiroshi Shimizu
- 1925 : Les Liens de l'amour (恋の捕縄, Koi no honawa?) de Hiroshi Shimizu
- 1925 : Goiken gomuyō (御意見御無用?) de Yoshinobu Ikeda
- 1926 : Une époque languissante (悩ましき頃, Nayamashiki koro?) de Hiroshi Shimizu
- 1926 : Les Gens du quartier (街の人々, Machi no hitobito?) de Heinosuke Gosho
- 1926 : Ara ! Nonki dane (あら!呑気だね?) de Yoshinobu Ikeda
- 1926 : Un Blanc-bec (お坊ちゃん, Obotchan?) de Yasujirō Shimazu
- 1926 : Torrent (奔流, Honryū?) de Heinosuke Gosho
- 1926 : L'Homme trahi (裏切られ者, Uragiraremono?) de Hiroshi Shimizu
- 1926 : Koi to ikichi  (恋と意気地?) de Takeo Tsutami
- 1926 : L'Épée monstrueuse (妖刀, Yōtō?) de Hiroshi Shimizu
- 1926 : Kara botan (カラボタン?) de Hōtei Nomura
- 1926 : Shimizu no Jirochō (清水次郎長全伝?) de Jirō Yoshino (ja)
- 1926 : Elle (彼女, Kanojo?) de Heinosuke Gosho
- 1926 : Hiramekuha (閃く刃?) de Tadamoto Ōkubo
- 1926 : Umoretaru seishun (埋れたる青春?) de Yoshinobu Ikeda
- 1927 : Antō (暗闘?) de Torajirō Saitō
- 1927 : Chikashitsu (地下室?) de Takeo Tsutami
- 1927 : Yatsu no shō man (奴の小万?) de Tsutomu Shigemune
- 1927 : Tennōji no harakiri (天王寺の腹切り?) de Shirō Nakagawa (ja)
- 1927 : Takada no baba (高田の馬場?) de Torajirō Saitō
- 1927 : Un rêve honteux (恥しい夢, Hazukashii yume?) de Heinosuke Gosho
- 1927 : Madō (魔道?) de Torajirō Saitō
- 1927 : Kokkyō no uta (国境の唄?) de Takeo Tsutami
- 1927 : Shinju fujin (真珠夫人?) de Yoshinobu Ikeda
- 1927 : Byakkotai (白虎隊?) de Hōtei Nomura[note 5]
- 1927 : Higan sen-nin zan (悲願千人斬?) de Jirō Yoshino (ja)
- 1927 : Musasabi no Sankichi (むさゝびの三吉?) de Tsutomu Shigemune
- 1927 : Yoru no kyōsha (夜の強者?) de Takeo Tsutami
- 1927 : Kiso shinchū (木曾心中?) de Jirō Yoshino (ja)
- 1928 : Kindai musha shugyō (近代武者修行?) de Kiyohiko Ushihara
- 1928 : Chronique d'un pays marin (海国記, Kaikokuki?) de Teinosuke Kinugasa : Oaki
- 1928 : Elle est bien jeune (若しも彼女が, Moshimo kanojo ga?) de Yasujirō Shimazu
- 1928 : La Fiancée du village (村の花嫁, Mura no hanayome?) de Heinosuke Gosho : Okinu
- 1928 : L'Âge de l'émotion (感激時代, Kangeki jidai?) de Kiyohiko Ushihara
- 1928 : Fumetsu no ai (不滅の愛?) de Tsutomu Shigemune
- 1928 : Yamato, le bûcheron (永遠の心, Eien no kokoro?) de Keisuke Sasaki
- 1928 : Tetsu no shojo (鉄の処女?) de Tadamoto Ōkubo
- 1928 : Appare bi danshi (天晴れ美男子?) de Torajirō Saitō
- 1928 : Une silhouette dans la nuit (人の世の姿, Hito no yo no sugata?) de Heinosuke Gosho
- 1928 : Lui et la campagne (彼と田園, Kare to den'en?) de Kiyohiko Ushihara[note 5]
- 1928 : Saikun haigyō (妻君廃業?) de Tadamoto Ōkubo
- 1928 : Gokurō-sama (御苦労様?) de Tadamoto Ōkubo
- 1928 : Le Roi de la Terre (陸の王者, Riku no ōja?) de Kiyohiko Ushihara
- 1928 : Des années de Showa étincelantes (輝く昭和, Kagayaku Shōwa?) de Yasujirō Shimazu
- 1928 : Seishun kōkyōgaku (青春交響楽?) de Hōtei Nomura
- 1928 : Mère, ne salis pas ton nom ! (母よ君の名を汚す勿れ, Haha-yo kimi no na o kegasu nakare?) de Heinosuke Gosho[note 6]
- 1929 : Le Forgeron de la forêt (森の鍛冶屋, Mori no kajiya?) de Hiroshi Shimizu : Omitsu
- 1929 : Lions d'Echigo (越後獅子, Echigo jishi?) de Yasujirō Shimazu
- 1929 : Lui et la vie (彼と人生, Kare to jinsei?) de Kiyohiko Ushihara
- 1929 : Une chanson gaie (陽気な唄, Yōkina uta?) de Hiroshi Shimizu[note 6]
- 1929 : Hibari naku sato (雲雀なく里?) de Hōtei Nomura[note 5]
- 1929 : Daitokai: Rōdō-hen (大都会・労働篇?) de Kiyohiko Ushihara
- 1929 : Le Bottin des filles modernes (新女性鑑, Shin joseikan?) de Heinosuke Gosho
- 1929 : Une chanson gaie (陽気な唄, Yōkina uta?) de Hiroshi Shimizu
- 1929 : J'ai été diplômé, mais… (大学は出たけれど, Daigaku wa deta keredo?) de Yasujirō Ozu : Machiko Nomoto
- 1929 : Yama no gaika (山の凱歌?) de Kiyohiko Ushihara
- 1929 : Un père et son fils (親父とその子, Oyaji to sono ko?) de Heinosuke Gosho[note 6]

#### Années 1930
- 1930 : Tekken seisai (鉄拳制裁?) de Hiromasa Nomura
- 1930 : L'armée avance (進軍, Shingun?) de Kiyohiko Ushihara : Toshiko Yamamoto
- 1930 : Seishun fu (青春譜?) de Yoshinobu Ikeda
- 1930 : J'ai été recalé, mais… (落第はしたけれど, Rakudai wa shita keredo?) de Yasujirō Ozu : Sayoko, la serveuse du café
- 1930 : Onna wa doko e iku (女は何処へ行く?) de Tadao Ikeda
- 1930 : Une vie souriante (微笑む人生, Hohoemu jinsei?) de Heinosuke Gosho
- 1930 : La Grande Forêt (大森林, Dai shinrin?) de Heinosuke Gosho[note 5]
- 1930 : Daitokai: Bakuhatsu-hen (大都会・爆発篇?) de Kiyohiko Ushihara
- 1930 : Les Gros Bateaux (巨船, Kyosen?) de Yasujirō Shimazu
- 1930 : L'Histoire de Kinoyo (絹代物語, Kinuyo monogatari?) de Heinosuke Gosho
- 1930 : Journal des passions (愛慾の記, Aiyoku no ki?) de Heinosuke Gosho
- 1930 : Wakamono yo naze naku ka (若者よなぜ泣くか?) de Kiyohiko Ushihara
- 1930 : Mademoiselle (お嬢さん, Ojosan?) de Yasujirō Ozu : Kinuko
- 1931 : Amour, sois avec l'humanité (ja) I - II (愛よ人類と共にあれ, Ai yo jinrui to tomo ni are I - II?) de Yasujirō Shimazu
- 1931 : Hogaraka ni nake (朗かに泣け?) de Keisuke Sasaki
- 1931 : Shimai (姉妹・前後篇?) de Yoshinobu Ikeda
- 1931 : Mon amie et mon épouse (マダムと女房, Madamu to nyōbō?) de Heinosuke Gosho : la femme du dramaturge
- 1931 : Runpen to sono musume (ルンペンとその娘?) de Shirō Kido
- 1931 : Une affaire de nu (島の裸体事件, Shima no ratai jiken?) de Heinosuke Gosho[note 5]
- 1931 : La Ligne de la vie ABC I - II (生活線ＡＢＣ, Seikatsu-sen ABC I - II?) de Yasujirō Shimazu : Fujie
- 1931 : Junan no onna (受難の女?) de Hōtei Nomura[note 6]
- 1932 : Le Démon de l'or (金色夜叉, Konjiki yasha?) de Hōtei Nomura : Kamosawa Miya
- 1932 : L'Issue du combat (勝敗, Shōhai?) de Yasujirō Shimazu
- 1932 : Mon idiot de frère (兄さんの馬鹿, Niisan no baka?) de Heinosuke Gosho : la sœur
- 1932 : Les Saules du quartier de Ginza (銀座の柳, Ginza no yanagi?) de Heinosuke Gosho
- 1932 : Nippon (Nippon: Liebe und Leidenschaft in Japan) de Carl Koch
- 1932 : Taiyō wa higashiyori (太陽は東より?) de Sessue Hayakawa
- 1932 : Romance de studio - guide de l'amour (撮影所ロマンス・恋愛案内, Satsueijo romansu, ren'ai annai?) de Heinosuke Gosho
- 1932 : Kagayake Nippon josei (輝け日本女性?) de Hiromasa Nomura
- 1932 : Le Tokyo des amours (恋の東京, Koi no Tōkyō?) de Heinosuke Gosho
- 1932 : Où sont les rêves de jeunesse ? (青春の夢いまいづこ, Sheishun no yume imaizuko?) de Yasujirō Ozu : Shigeko
- 1932 : Zone de tempête (暴風帯, Bōfūtai?) de Hiroshi Shimizu[note 6]
- 1932 : Les 47 Rōnin (ja) (忠臣蔵・前後篇, Chūshingura?) de Teinosuke Kinugasa
- 1933 : Les Rêves de la jeune fille mariée (花嫁の寝言, Hanayome no negoto?) de Heinosuke Gosho : Haruko, la jeune mariée
- 1933 : La Danseuse d'Izu (恋の花咲く 伊豆の踊子, Koi no hana saku Izu no odoriko?) de Heinosuke Gosho : Kaoru, la danseuse
- 1933 : Une femme de Tokyo (東京の女, Tokyo no onna?) de Yasujirō Ozu : Harue
- 1933 : Ōendanchō no koi (応援団長の恋?) de Hiromasa Nomura
- 1933 : Femmes et Voyous (非常線の女, Hijosen no onna?) de Yasujirō Ozu : Tokiko
- 1933 : Seidon (晴曇?) de Hōtei Nomura
- 1933 : Kekkon kaidō (結婚街道?) de Tsutomu Shigemune
- 1933 : Yomeiri mae (嫁入り前?) de Hiromasa Nomura
- 1933 : Chinchōge (沈丁花?) de Hōtei Nomura
- 1933 : Deux prunelles (双眸, Sōbō?) de Mikio Naruse : Yoshiko Hinoto
- 1934 : Une mère orientale (東洋の母, Tōyō no haha?) de Hiroshi Shimizu
- 1934 : Onna keizu (婦系図?) de Hōtei Nomura : Otsuta
- 1934 : Au rythme du printemps (さくら音頭, Sakura ondo?) de Heinosuke Gosho
- 1934 : Chijō no seiza: Chijō hen (地上の星座 前篇 地上篇?) de Hōtei Nomura
- 1934 : Chijō no seiza: Seiza hen (地上の星座 後篇 星座篇?) de Hōtei Nomura
- 1934 : Shinkon ryokō (新婚旅行?) de Hiromasa Nomura
- 1934 : Machi no bōfū (街の暴風?) de Hōtei Nomura
- 1934 : Osayo amoureuse (お小夜恋姿, Osayo koi sugata?) de Yasujirō Shimazu : Osayo
- 1934 : Sono yoru no onna (その夜の女?) de Yasujirō Shimazu
- 1934 : Mon frère aîné (私の兄さん, Watashi no niisan?) de Yasujirō Shimazu : Sumako
- 1935 : Une jeune fille pure (箱入娘, Hakoiri musume?) de Yasujirō Ozu : Oshige
- 1935 : Haha no ai (母の愛 愛児編・苦闘編?) de Yoshinobu Ikeda[note 5]
- 1935 : Okoto et Sasuke (春琴抄 お琴と佐助, Shunkinsho: Okoto to Sasuke?) de Yasujirō Shimazu : Okoto Moyuza/ Shunkin
- 1935 : Yume utsuno (夢うつゝ?) de Hiromasa Nomura
- 1935 : Eikyū no ai (永久の愛・前後篇?) de Yoshinobu Ikeda
- 1935 : Au moins ce soir (せめて今宵を, Semete koyoi?) de Yasujirō Shimazu
- 1935 : Le Fardeau de la vie (人生のお荷物, Jinsei no onimotsu?) de Heinosuke Gosho : Itsuko Kuriyama
- 1935 : Comparaison de belles-filles (花嫁くらべ, Hanayome kurabe?) de Yasujirō Shimazu
- 1936 : Onatsu Seijūrō (お夏清十郎?) de Minoru Inuzuka
- 1936 : Hommes contre femmes (男性対女性, Dansei tai josei?) de Yasujirō Shimazu : Tokiko
- 1936 : Le Nouveau Chemin : Akemi (新道・朱実の巻, Shindo: Akemi no maki?) de Heinosuke Gosho : Akemi Munekata
- 1936 : Le Nouveau Chemin : Ryota (新道・良太の巻, Shindo: Ryota no maki?) de Heinosuke Gosho : Akemi Munekata
- 1936 : Waga haha no sho (わが母の書?) de Yoshinobu Ikeda
- 1937 : La Chanson du panier à fleur (花籠の歌, Hanakago no uta?) de Heinosuke Gosho : Yoko Mori
- 1937 : Docteur Kinuyo (女医絹代先生, Joi Kinuyo sensei?) de Hiromasa Nomura : Kinuyo Yamaoka
- 1937 : Otoko no tsugunai (男の償ひ 前篇・後篇?) de Hiromasa Nomura
- 1937 : Banchō sarayashiki (番町皿屋敷?) de Taizō Fuyushima (ja)
- 1937 : Akatsuki wa tōkere do (暁は遠けれど?) de Yasushi Sasaki
- 1938 : La jeune fille qui fredonne (鼻唄お嬢さん, Hanauta ojōsan?) de Minoru Shibuya
- 1938 : Départ (出発, Shuppatsu?) de Hiroshi Shimizu
- 1938 : La Mère et l'Enfant (母と子, Haha to ko?) de Minoru Shibuya : Chieko Kudo
- 1938 : Katsura, l'arbre de l'amour (愛染かつら・前後篇, Aizen katsura?) de Hiromasa Nomura : Katsue Takaishi
- 1938 : Haha no uta (母の歌・前後篇?) de Yasushi Sasaki
- 1938 : Shinshaku Tōnin Okichi (新釈・唐人お吉 焚身篇?) de Minoru Inuzuka
- 1939 : La Détermination d'Okayo (お加代の覚悟, Okayo no kakugo?) de Yasujirō Shimazu : Okayo
- 1939 : Vent du sud (南風, Minamikaze?) de Minoru Shibuya : Kikuko Daisai
- 1939 : Shunrai (春雷・前後篇?) de Keisuke Sasaki
- 1939 : Zoku aizen katsura (続・愛染かつら?) de Hiromasa Nomura : Katsue Takaishi
- 1939 : Des mauvaises herbes avec des fleurs (花のある雑草, Hana no aru zassō?) de Hiroshi Shimizu
- 1939 : Les fruits du mûrier sont écarlates (桑の実は紅い, Kuwa no mi wa akai?) de Hiroshi Shimizu
- 1939 : Aizen katsura: Kanketsu-hen (愛染かつら 完結篇?) de Hiromasa Nomura : Katsue Takaishi

#### Années 1940

Sélection de scènes de films avec Kinuyo Tanaka dans les années 1940-1950
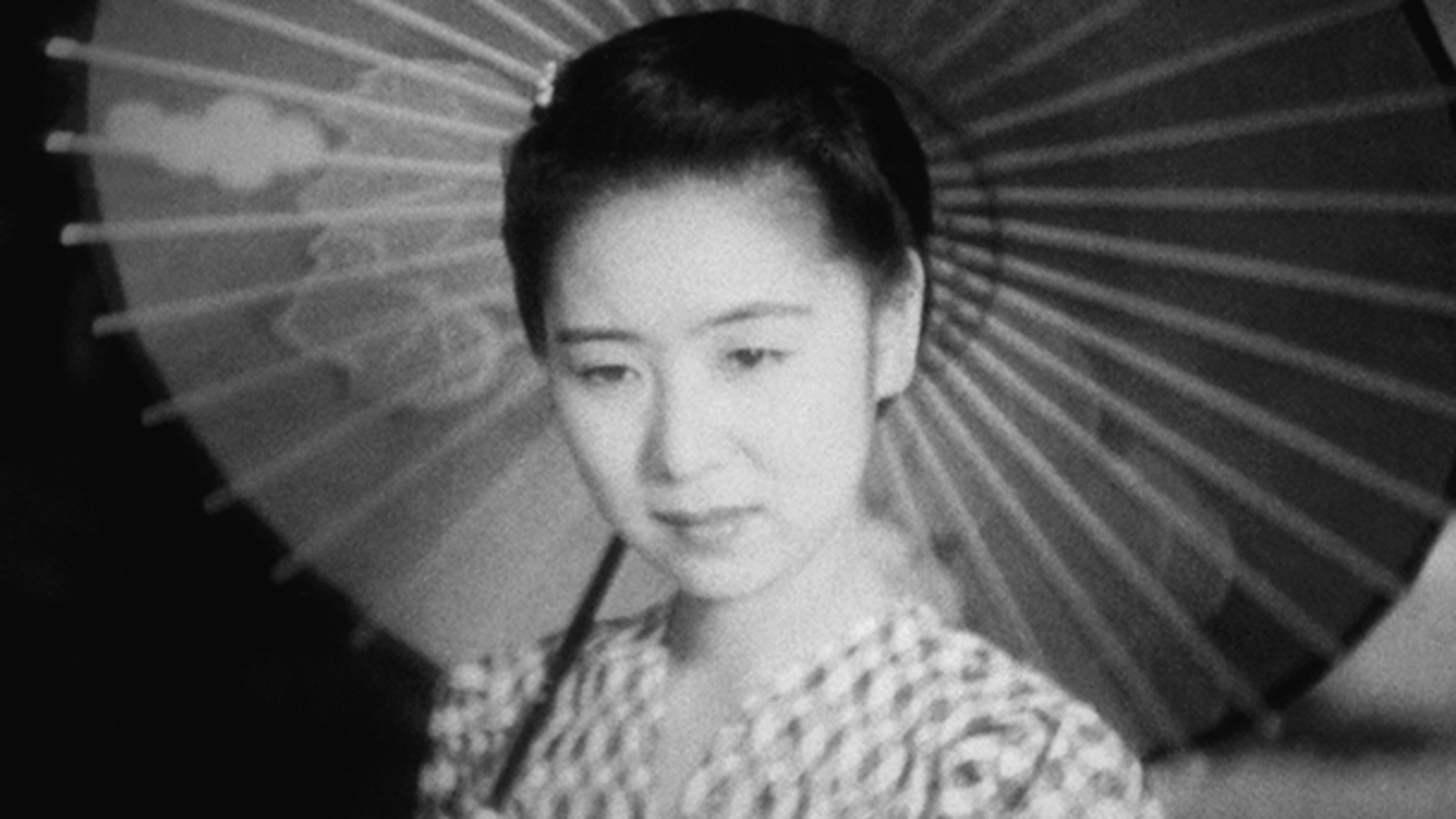
Pour une épingle à cheveux (1941)
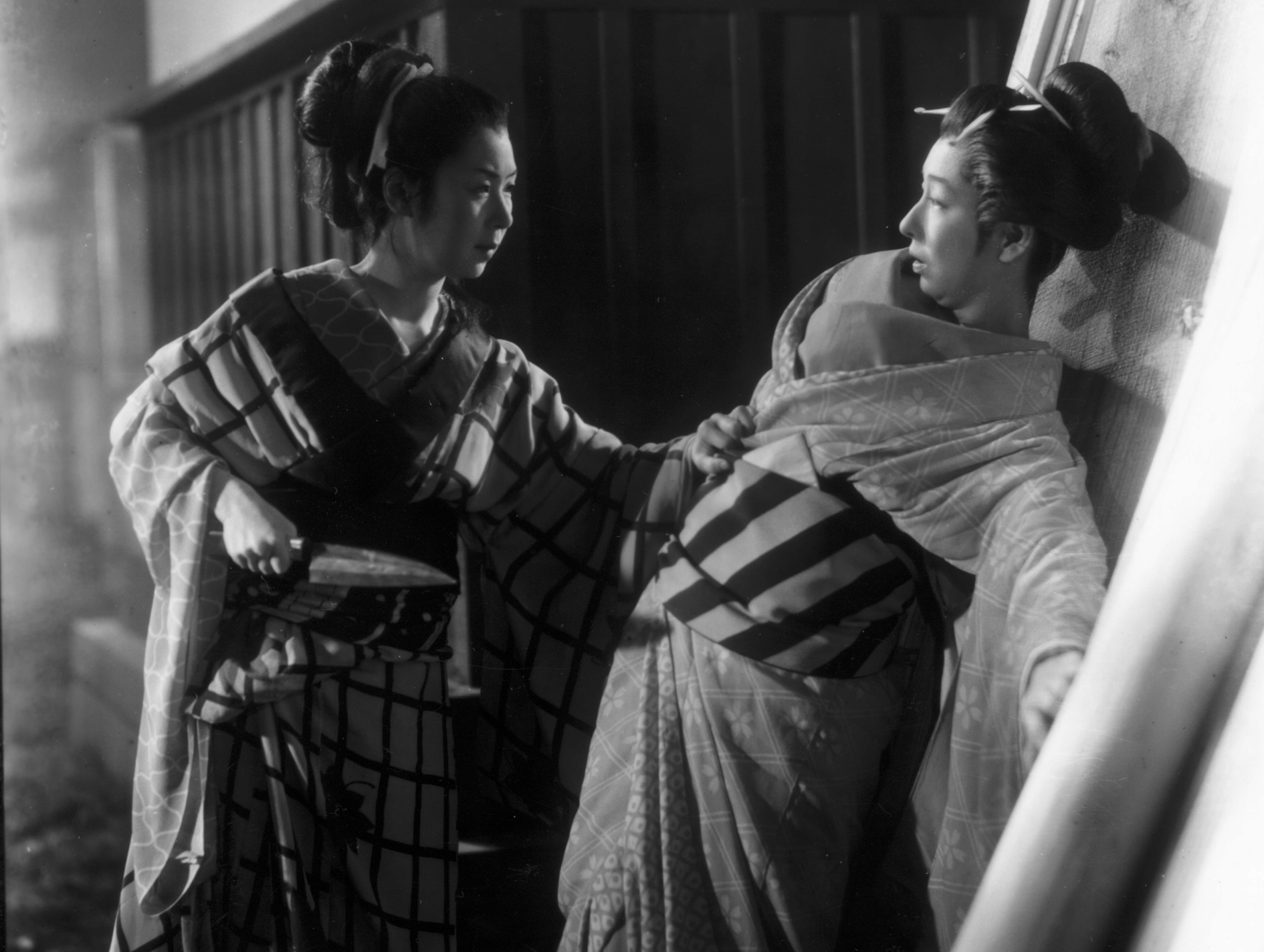
Cinq Femmes autour d'Utamaro (1946)
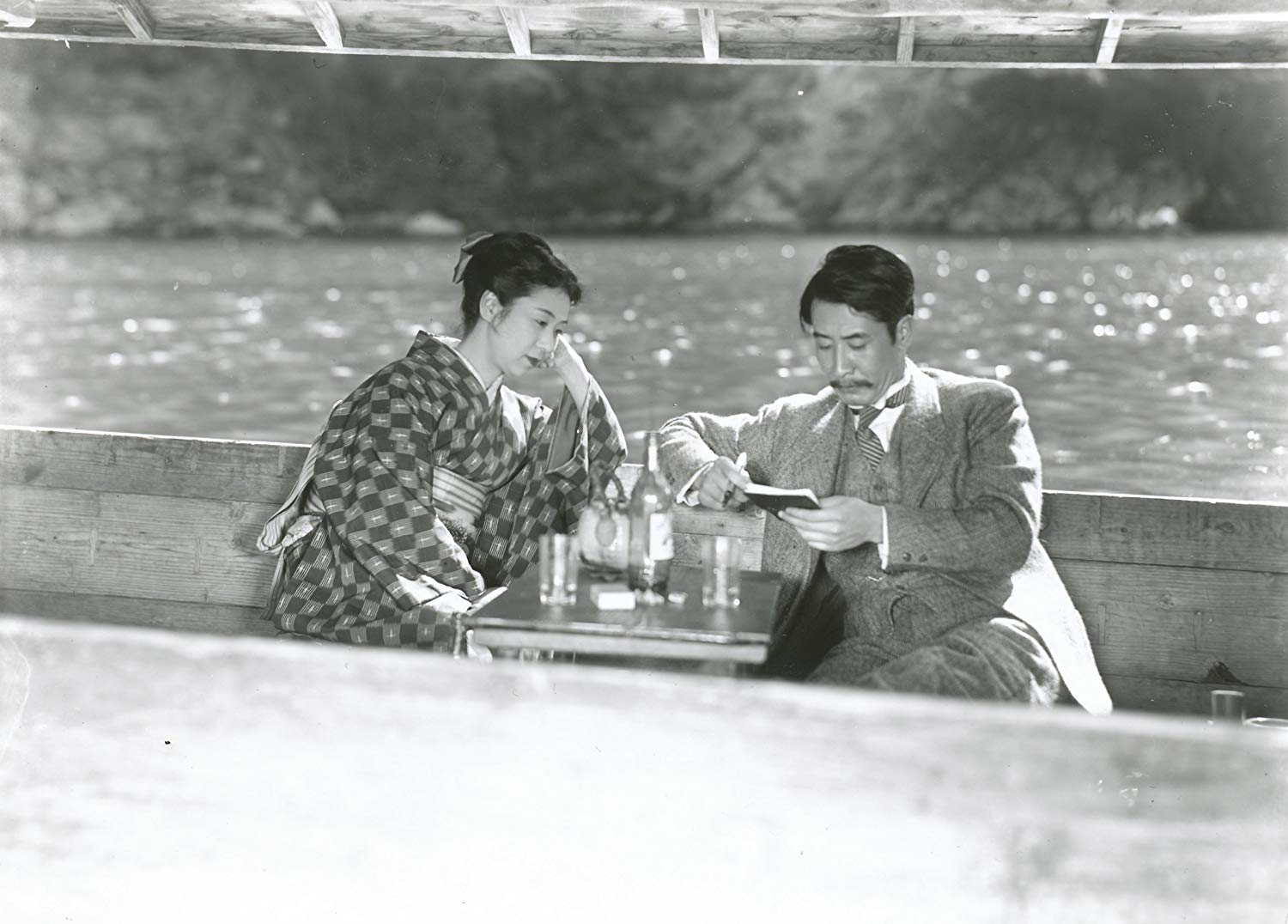
L'Amour de l'actrice Sumako (1947)
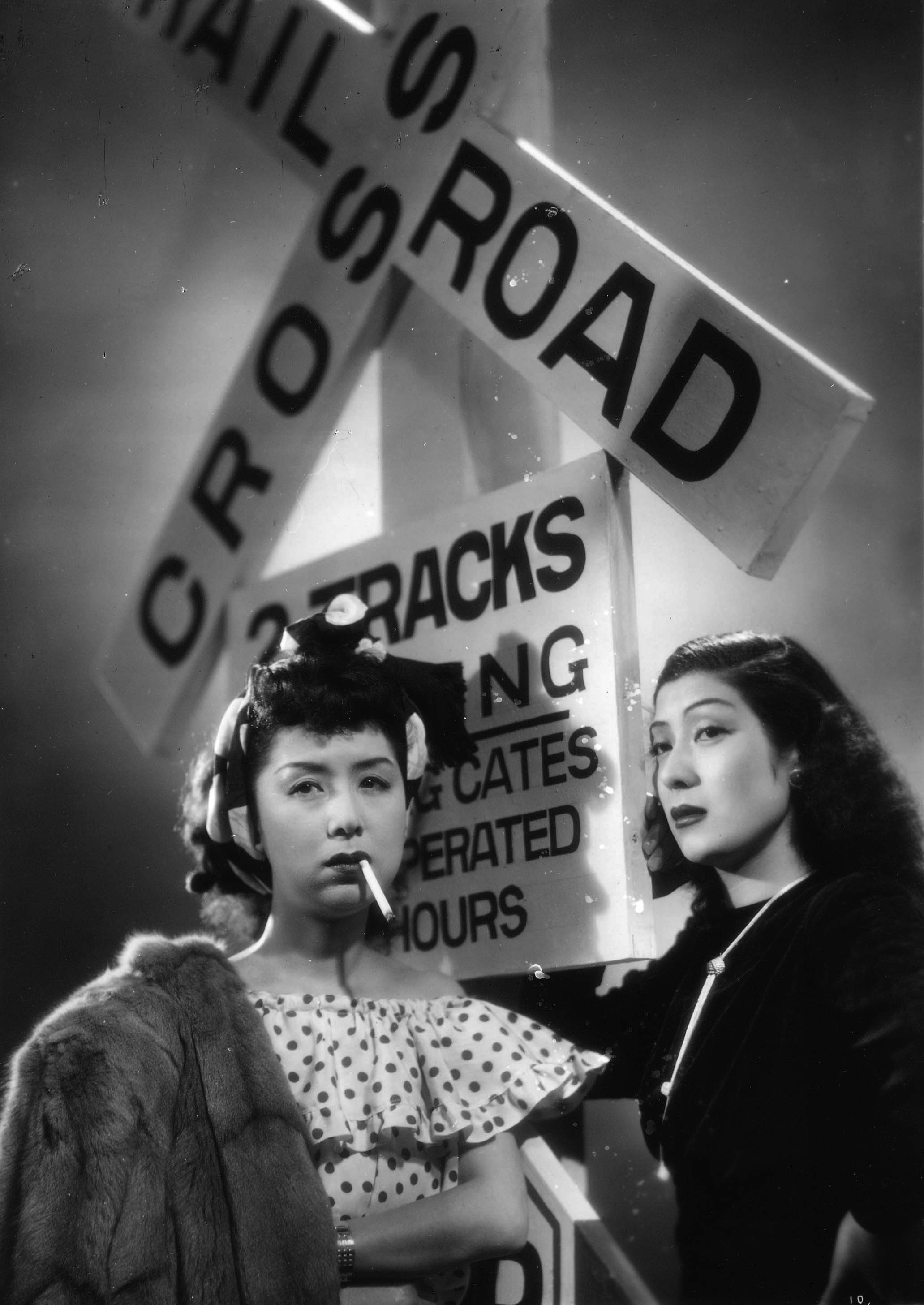
Femmes de la nuit (1948)
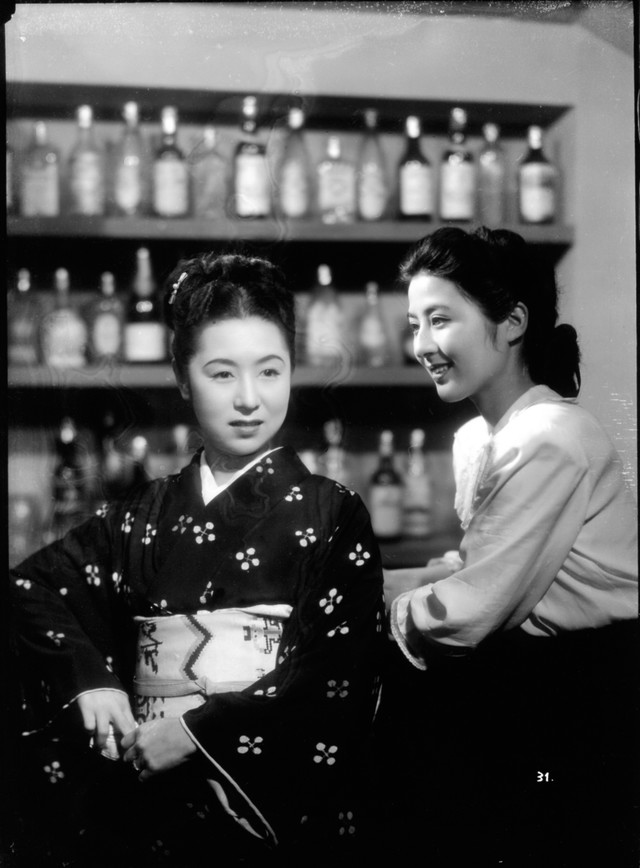
Le Fard de Ginza (1951)
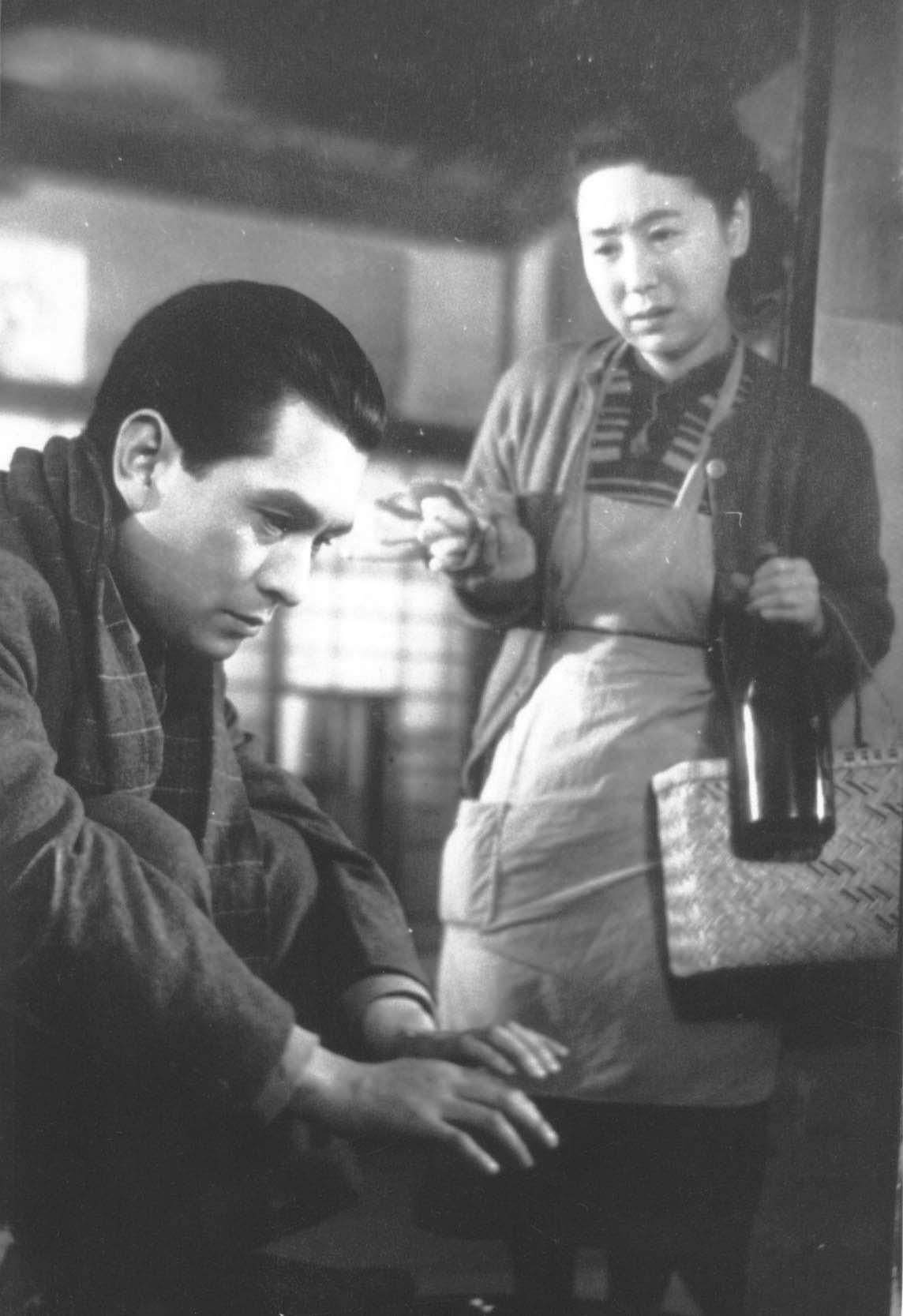
Là d'où l'on voit les cheminées (1953)

- 1940 : Aizome Tsubaki (愛染椿?) de Yasushi Sasaki
- 1940 : J'ai un mari (私には夫がある, Watashi ni wa otto ga aru?) de Hiroshi Shimizu
- 1940 : Kinuyo no hatsukoi (絹代の初恋?) de Hiromasa Nomura : Kinuyo Miyoshi
- 1940 : Akatsuki ni inoru (暁に祈る?) de Yasushi Sasaki
- 1940 : La Résolution de la femme I (女性の覚悟 第一部 純情の花, Josei no kakugo: Junjō no hana?) de Minoru Shibuya et Kenkichi Hara
- 1940 : La Résolution de la femme II (女性の覚悟 第二部 犠牲の歌, Josei no kakugo: Gisei no uta?) de Minoru Shibuya et Kenkichi Hara
- 1940 : La Femme de Naniwa (浪花女, Naniwa onna?) de Kenji Mizoguchi : Ochika
- 1940 : Butai sugata (舞台姿?) de Hiromasa Nomura
- 1940 : Okinu to bantō  (お絹と番頭?) de Hiromasa Nomura
- 1941 : Dix jours dans une vie (十日間の人生, Tōkakan no jinsei?) de Minoru Shibuya
- 1941 : Genki de ikōyo (元気で行かうよ?) de Hiromasa Nomura
- 1941 : Fleurs (花・前後篇, Hana?) de Kōzaburō Yoshimura
- 1941 : Pour une épingle à cheveux (簪, Kanzashi?) de Hiroshi Shimizu : Emi
- 1941 : Journal d'une femme médecin (女医の記録, Joi no kiroku?) de Hiroshi Shimizu : l'infirmière Natsuki
- 1942 : La Famille (家族, Kazoku?) de Minoru Shibuya
- 1942 : Nippon no haha (日本の母?) de Kenkichi Hara
- 1942 : Une femme (或る女, Aru onna?) de Minoru Shibuya : Oshige
- 1943 : Nuit de veille avant le début de la guerre (開戦の前夜, Kaisen no zenya?) de Kōzaburō Yoshimura
- 1943 : Bombardements d'avions ennemis (敵機空襲, Tekki kūshū?) de Minoru Shibuya, Hiromasa Nomura et Kōzaburō Yoshimura
- 1943 : Le blanc-bec entre en scène (坊ちゃん土俵入り, Bōchan dohyōiri?) de Masahiro Makino Kyōtarō Namiki et Torahiko Ise
- 1944 : Trois Générations de Danjurō (団十郎三代, Danjurō sandai?) de Kenji Mizoguchi : Okano
- 1944 : Kaette kita otoko (還って来た男?) de Yūzō Kawashima : Hatsue Kotani
- 1944 : L'Armée (陸軍, Rikugun?) de Keisuke Kinoshita : Waka, la femme de Tomohiko Takagi
- 1944 : L'Histoire de Musashi Miyamoto (宮本武蔵, Miyamoto Musashi?) de Kenji Mizoguchi : Shinobu Nonomiya
- 1945 : Le Chant de la victoire (必勝歌, Hisshō ka?) de Kenji Mizoguchi, Masahiro Makino, Hiroshi Shimizu et Tomotaka Tasaka : la femme qui chante une berceuse
- 1945 : Histoire de l'arc au temple de Sanjusangendo (三十三間堂通し矢物語, Sanjūsangendō tōshiya monogatari?) de Mikio Naruse : Okinu
- 1946 : Nikoniko taikai uta no hanakago (ニコニコ大会 歌の花籠 第一篇?) de Hideo Ōba
- 1946 : Kanojo no hatsugen (彼女の発言?) de Hiromasa Nomura
- 1946 : La Victoire des femmes (女性の勝利, Josei no shōri?) de Kenji Mizoguchi : Hiroko Hosokawa
- 1946 : Cinq Femmes autour d'Utamaro (歌麿をめぐる五人の女, Utamaro o meguru gonin no onna?) de Kenji Mizoguchi : Okita
- 1947 : Le Mariage (結婚, Kekkon?) de Keisuke Kinoshita : Fumie Matsukawa
- 1947 : L'Amour de l'actrice Sumako (女優須磨子の恋, Joyū Sumako no koi?) de Kenji Mizoguchi : Sumako Matsui
- 1947 : Le Phénix (不死鳥, Fushichō?) de Keisuke Kinoshita : Sayoko Aihara
- 1948 : Femmes de la nuit (夜の女たち, Yoru no onnatachi?) de Kenji Mizoguchi : Fusako Owada
- 1948 : Une poule dans le vent (風の中の牝鶏, Kaze no naka no mendori?) de Yasujirō Ozu : Tokiko Amamiya
- 1949 : Flamme de mon amour (我が恋は燃えぬ, Waga koi wa moenu?) de Kenji Mizoguchi : Eiko Hirayama
- 1949 : Le Fantôme de Yotsuya (新釈 四谷怪談 前篇, Shinshaku Yotsuya kaidan: Zenpen?) de Keisuke Kinoshita : Oiwa/ Osode
- 1949 : Le Fantôme de Yotsuya II (新釈 四谷怪談 後篇, Shinshaku Yotsuya kaidan: Kōhen?) de Keisuke Kinoshita : Oiwa/ Osode
- 1949 : Danse dans l'après-midi (真昼の円舞曲, Mahiru no embukyoku?) de Kōzaburō Yoshimura : Tsuruyo Amemiya

#### Années 1950
- 1950 : L'Anneau de fiançailles (ja) (婚約指環, Konyaku yubiwa?) de Keisuke Kinoshita : Noriko Kuki
- 1950 : Les Sœurs Munakata (宗方姉妹, Munakata kyōdai?) de Yasujirō Ozu : Setsuko Munekata
- 1950 : Okusama ni goyōjin (奥様に御用心?) de Noboru Nakamura
- 1951 : Le Palanquin mystérieux (おぼろ駕籠, Oborokago?) de Daisuke Itō : Onaka
- 1951 : Le Fard de Ginza (銀座化粧, Ginza keshō?) de Mikio Naruse : Yukiko Tsuji
- 1951 : Miss Oyu (お遊さま, Oyū-sama?) de Kenji Mizoguchi : Oyū Kayukawa
- 1951 : Yoru no mibōjin (夜の未亡人?) de Kōji Shima
- 1951 : La Dame de Musashino (武蔵野夫人, Musashino fujin?) de Kenji Mizoguchi : Michiko Akiyama
- 1951 : Aizen-kyō (愛染橋?) d'Akira Nobuchi
- 1951 : Les Cahiers Inazuma (稲妻草紙, Inazuma sōshi?) de Hiroshi Inagaki : Oyuki
- 1952 : La Vie d'O'Haru femme galante (西鶴一代女, Saikaku ichidai onna?) de Kenji Mizoguchi : O'Haru
- 1952 : Les Sœurs de Nishijin (西陣の姉妹, Nishijin no shimai?) de Kōzaburō Yoshimura : Someka
- 1952 : Atakake no hitobito (安宅家の人々?) de Seiji Hisamatsu
- 1952 : La Mère (おかあさん, Okaasan?) de Mikio Naruse : Masako Fukuhara, la mère
- 1952 : Himitsu (秘密?) de Seiji Hisamatsu
- 1953 : Le Cœur sincère (まごころ, Magokoro?) de Masaki Kobayashi : Kuniko Ariga
- 1953 : Là d'où l'on voit les cheminées (煙突の見える場所, Entotsu no mieru basho?) de Heinosuke Gosho : Hiroko Ogata
- 1953 : Les Contes de la lune vague après la pluie (雨月物語, Ugetsu monogatari?) de Kenji Mizoguchi : Miyagi
- 1953 : Shinsho Taikōki (新書太閤記・流転日吉丸?) de Ryō Hagiwara
- 1953 : Le Trône du maître de nô (獅子の座, Shishi no za?) de Daisuke Itō : Hisa Hōshō
- 1953 : Lettre d'amour (恋文, Koibumi?) de Kinuyo Tanaka : une cliente de Naoto Yamaji
- 1954 : L'Intendant Sansho (山椒大夫, Sanshō dayū?) de Kenji Mizoguchi : Tamaki
- 1954 : Calendrier de femmes (女の暦, Onna no koyomi?) de Seiji Hisamatsu : Michi Saeki
- 1954 : Une femme dont on parle (噂の女, Uwasa no onna?) de Kenji Mizoguchi : Hatsuko Mabuchi
- 1955 : La lune s'est levée (月は上りぬ, Tsuki wa noborinu?) de Kinuyo Tanaka : Yoneya
- 1955 : Wataridori itsu kaeru (渡り鳥いつ帰る?) de Seiji Hisamatsu
- 1955 : Shōnen shikeishū (少年死刑囚?) de Ren Yoshimura
- 1955 : Tsukiyo no kasa (月夜の傘?) de Seiji Hisamatsu
- 1955 : Le Maître d'échecs (ja) (王将一代, Osho ichidai?) de Daisuke Itō : Koharu Sakata
- 1955 : Maternité éternelle (乳房よ永遠なれ, Chibusa yo eien nare?) de Kinuyo Tanaka : la femme du voisin
- 1956 : Confession amoureuse (色ざんげ, Iro zange?) de Yutaka Abe : Oyae
- 1956 : Zakkyo kazoku (雑居家族?) de Seiji Hisamatsu
- 1956 : Aya ni ai shiki (あやに愛しき?) de Jūkichi Uno
- 1956 : Jōshū to tomo ni (女囚と共に?) de Seiji Hisamatsu : Takehara
- 1956 : Arachi (嵐?) de Hiroshi Inagaki : Otoku
- 1956 : Au gré du courant (流れる, Nagareru?) de Mikio Naruse : Rika Yamanaka/ Oharu
- 1957 : Le Corbeau jaune (黄色いからす, Kiiroi karasu?) de Heinosuke Gosho : Yukiko Matsumoto
- 1957 : Les Demi-frères (異母兄弟, Ibo kyōdai?) de Miyoji Ieki : Rie
- 1957 : La Geisha du vieux quartier (太夫さんより 女体は哀しく, Kottai-san yori: Nyotai wa kanashiku?) de Hiroshi Inagaki : Oei
- 1957 : Sur la terre (地上, Chijo?) de Kōzaburō Yoshimura : Omitsu
- 1958 : La tristesse est aux femmes (悲しみは女だけに, Kanashimi wa onna dakeni?) de Kaneto Shindō : Hideyo
- 1958 : La Ballade de Narayama (楢山節考, Narayama bushiko?) de Keisuke Kinoshita : Orin
- 1958 : Fleurs d'équinoxe (彼岸花, Higanbana?) de Yasujirō Ozu : Kiyoko Hirayama
- 1958 : L'Arc-en-ciel éternel (この天の虹, Kono ten no niji?) de Keisuke Kinoshita : Fumi Kageyama
- 1959 : Hahakogusa (母子草?) de Sō Yamamura : Shige Ozawa
- 1959 : Subarashiki musumetachi (素晴らしき娘たち?) de Miyoji Ieki
- 1959 : Taiyō ni somuku mono (太陽に背く者?) de Tatsuo Sakai
- 1959 : Une histoire d'amour de Naniwa (浪花の恋の物語, Naniwa no koi no monogatari?) de Tomu Uchida : Myokan Kameya
- 1959 : La Naissance du Japon (日本誕生, Nippon tanjō?) de Hiroshi Inagaki : la princesse Yamato

#### Années 1960
- 1960 : Tendre et folle adolescence (おとうと, Otōto?) de Kon Ichikawa : la mère
- 1961 : Wakarete ikiru toki mo (別れて生きるときも?) de Hiromichi Horikawa : la mère de Michi
- 1962 : Chronique de mon vagabondage (放浪記, Hōrōki?) de Mikio Naruse : Kishi, la mère de Fumiko
- 1962 : Tateshi Danpei (殺陣師段平?) de Shunkai Mizuho (ja)
- 1962 : Kā-chan nagaiki shitene (かあちゃん長生きしてね?) de Yoshirō Kawazu
- 1963 : Kekkonshiki kekkonshiki (結婚式・結婚式?) de Noboru Nakamura : Masa
- 1963 : La Légende du combat à mort (ja) (死闘の伝説, Shitō no densetsu?) de Keisuke Kinoshita : Shizuko Sonobe
- 1963 : Seul sur l'océan Pacifique (太平洋ひとりぼっち, Taiheiyō hitori-botchi?) de Kon Ichikawa : la mère de Ken'ichi Horie
- 1963 : La Mer étincelante (光る海, Hikaru umi?) de Kō Nakahira : Nobuko Yazaki
- 1964 : Le Parfum de l'encens (香華, Kōge?) de Keisuke Kinoshita : Tsuna[note 5]
- 1964 : Kono sora no aru kagiri (この空のある限り?) de Hideo Sakurai
- 1965 : Haha no saigetsu (母の歳月?) de Junzō Mizukawa[note 5]
- 1965 : Barberousse (赤ひげ, Akahige?) d'Akira Kurosawa : Madame Yasumoto, la mère de Noboru

#### Années 1970
- 1972 : C'est dur d'être un homme : Rêve éveillé (男はつらいよ 寅次郎夢枕, Otoko wa tsurai yo: Torajirō yumemakura?) de Yōji Yamada : la dame de bonne famille
- 1974 : Trois Vieilles Dames (三婆, Sanbaba?) de Noboru Nakamura : Taki Takeichi
- 1974 : Sandakan N° 8 (サンダカン八番娼館 望郷, Sandakan hachibanshōkan bōkyō?) de Kei Kumai : Osaki Yamakawa âgée
- 1975 : Ore no iku michi (おれの行く道?) de Shigeyuki Yamane : Kiku Sasaki
- 1975 : Kenji Mizoguchi ou la vie d'un artiste (ある映画監督の生涯 溝口健二の記録, Aru eiga-kantoku no shōgai Mizoguchi Kenji no kiroku?) de Kaneto Shindō (documentaire) : elle-même
- 1976 : Le Cap du nord (北の岬, Kita no misaki?) de Kei Kumai : une nonne
- 1976 : La Berceuse de la grande terre (大地の子守唄, Daichi no komoriuta?) de Yasuzō Masumura : la femme qui offre du riz

### Comme actrice à la télévision
La filmographie de Kinuyo Tanaka à la télévision est établie à partir de sa filmographie sur le site du musée Kinuyo Tanaka Bunkakan.
- 1965-1966 : Futari no hoshi (桃太郎侍?) (série télévisée de 26 épisodes)
- 1967-1968 : Momotarō-zamurai (桃太郎侍?)  (série télévisée de 26 épisodes)
- 1970 : Momi no ki wa nokotta (樅ノ木は残った?) (série télévisée de 52 épisodes)
- 1970 : Asu no shiawase (明日のしあわせ?) (série télévisée)
- 1971 : Nyonin Heike (女人平家?)
- 1973 : Tatta hitori no hanran (たった一人の反乱?)
- 1974 : Jāne (じゃあね?)
- 1974 : Rin rin to (りんりんと?)
- 1975-1977 : Zenryaku ofukurosama (前略おふくろ様?) : la mère de Sabu[77] (série télévisée)
- 1975 : Sanjū nen-me no joya no kane (三十年目の除夜の鐘?)
- 1976 : Maboroshi no machi (幻の町?)
- 1976 : Sekishun no uta (惜春の歌?)
- 1976 : Kumo no jūtan (雲のじゅうたん?) : narratrice

### Comme réalisatrice
- 1953 : Lettre d'amour (恋文, Koibumi?)
- 1955 : La lune s'est levée (月は昇りぬ, Tsuki wa noborinu?)[note 7]
- 1955 : Maternité éternelle (乳房よ永遠なれ, Chibusa yo eien nare?)[note 8]
- 1960 : La Princesse errante (流転の王妃, Ruten no ōhi?)
- 1961 : La Nuit des femmes (女ばかりの夜, Onna bakari no yoru?)[note 9]
- 1962 : Mademoiselle Ogin (お吟さま, Ogin-sama?)[note 10]

## Distinctions
Sauf indication contraire, les informations mentionnées dans cette section peuvent être confirmées par la base de données cinématographiques IMDb,  présente dans la section « Liens externes ».

### Décorations
- Récipiendaire de la médaille au ruban pourpre en 1970
- Récipiendaire à titre posthume de l'ordre du Trésor sacré en 1977[74]

### Récompenses
- Berlinale 1975 : Ours d'argent de la meilleure actrice, pour Sandakan N° 8[68]
- Prix du film Mainichi de la meilleure actrice :
  - en 1948, pour Le Mariage, L'Amour de l'actrice Sumako et Le Phénix[78]
  - en 1949, pour Femmes de la nuit et Une poule dans le vent[79]
  - en 1975, pour Sandakan N° 8 et Trois Vieilles Dames[69]
- Prix du film Mainichi du meilleur second rôle féminin :
  - en 1958, pour Les Demi-frères, Sur la terre et La Geisha du vieux quartier[80]
  - en 1961, pour Tendre et folle adolescence[81]
- Prix Kinema Junpō de la meilleure actrice :
  - en 1959, pour La Ballade de Narayama[82]
  - en 1975, pour Sandakan N° 8[83]

### Sélection
- Festival de Cannes 1954 : en compétition officielle pour Lettre d'amour[84]

## Postérité

### Prix Kinuyo Tanaka
En 1985, moins de huit ans après la mort de l'actrice-réalisatrice, un prix Kinuyo Tanaka est créé, dans le cadre des prix du film Mainichi, sur l'initiative du réalisateur Masaki Kobayashi,. Il récompense chaque année une actrice pour l'ensemble de sa carrière,. Sayuri Yoshinaga est la première à recevoir ce prix en 1986, un an avant d'interpréter le rôle de Kinuyo Tanaka dans le film L'Actrice, le biopic que Kon Ichikawa lui consacre. Parmi les récipiendaires du prix « Kinuyo Tanaka » on trouve notamment Chieko Baishō (1987), Shima Iwashita (1989), Keiko Kishi (1991), Yoshiko Kuga (1995), Chikage Awashima (1998), Keiko Awaji (2005), Ayako Wakao (2006), Mitsuko Kusabue (2007) ou encore Mariko Kaga (2013).

### Musées et rétrospectives

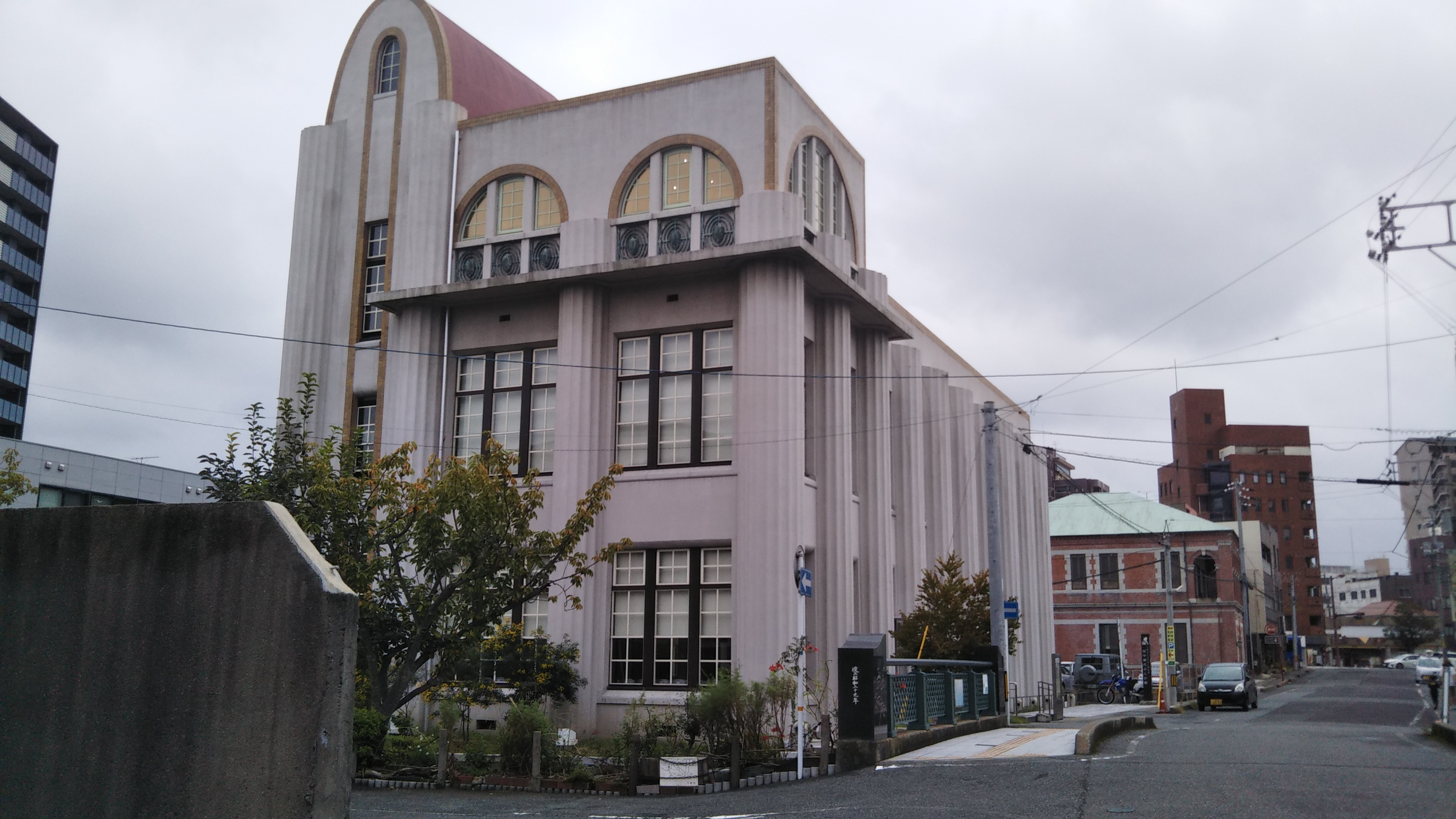
Le musée Kinuyo Tanaka Bunkakan à Shimonoseki.

En 1971, le National Film Center consacre une exposition à Kinuyo Tanaka, peu après son ouverture.
Une rétrospective « Hommage à Kinuyo Tanaka » est organisée à la Cinémathèque française, avec le concours de la Fondation du Japon et du Kawakita Memorial Film Institute de mars à avril 1989 comprenant cinquante films.
En 2009, le National Film Center, alors rattaché au Musée national d'Art moderne de Tokyo, organise, pour célébrer le centenaire de la naissance de Kinuyo Tanaka, une vaste rétrospective consacrée à l'actrice du 6 octobre 2009 au 27 décembre 2009, incluant les films qu'elle a réalisés ainsi que des films muets dans lesquels elle apparaît. En parallèle, le musée lui consacre une exposition du 4 septembre 2009 au 20 décembre 2009.
En 2010, un musée consacré à Kinuyo Tanaka ouvre ses portes dans sa ville natale de Shimonoseki, le Kinuyo Tanaka Bunkakan (田中絹代ぶんか館).
Le Festival international du film de Leeds (en) organise du 2 novembre 2012 au 10 novembre 2012 une rétrospective consacrée à Kinuyo Tanaka au cinéma Hyde Park Picture House de Leeds, et l'Université de Leeds propose en parallèle, le 3 novembre 2012, une série de conférences autour de l'actrice et réalisatrice,.
La 73e édition du festival international du film de Locarno devant se dérouler du 5 au 15 août 2020 prévoyait dans sa programmation la présentation intégrale de la filmographie de Kinuyo Tanaka en tant que réalisatrice et une sélection de films dans lesquels elle apparaît comme actrice. Selon Lili Hinstin, directrice artistique du festival international du film de Locarno : « C'est la première fois que le festival consacre sa rétrospective à l'œuvre d'une cinéaste et cela en 73 ans. » Pour cause de pandémie de Covid-19, cette édition du festival n'a pas physiquement lieu.
Cette rétrospective des six films de la réalisatrice se déroule finalement lors du Festival Lumière de Lyon, dans le cadre du cycle « Histoire permanente des femmes cinéastes », du 9 octobre au 17 octobre 2021, en collaboration avec Carlotta Films et Lili Hinstin. La rétrospective est suivie par une sortie cinéma des six films en février 2022 par Carlotta Films.

### Cinéma
En 1986 Yōji Yamada réalise pour la Shōchiku Prise finale (キネマの天地, Kinema no tenchi) en célébration du 50e anniversaire des studios Ōfuna (ja). Les personnages du réalisateur Ogata, interprété par Ittoku Kishibe, et de la jeune actrice Koharu Tanaka qui est élevée au rang de star, interprétée par Narimi Arimori, sont inspirés respectivement de Hiroshi Shimizu et de Kinuyo Tanaka,.
En 1987, le cinéaste Kon Ichikawa réalise L'Actrice (映画女優, Eiga joyū), un film qui retrace la vie de Kinuyo Tanaka sur une période allant de 1926 jusqu'au tournage de La Vie d'O'Haru femme galante (西鶴一代女, Saikaku ichidai onna) en 1952, avec dans la distribution : Sayuri Yoshinaga dans le rôle de Kinuyo Tanaka, Bunta Sugawara dans le rôle de Kenji Mizoguchi, Kiichi Nakai dans le rôle de Heinosuke Gosho et Tōru Watanabe dans le rôle de Hiroshi Shimizu. Le scénario est de Kaneto Shindō, d'après son propre livre biographique sur la comédienne : Shōsetsu Tanaka Kinuyo (小說田中絹代).

### Documentaires
En 2009, Koko Kajiyama réalise The Travels of Kinuyo Tanaka, un documentaire composé d'images d'archive consacré au voyage de trois mois que l'actrice a effectué aux États-Unis du 21 octobre 1949 au 19 janvier 1950 en tant qu'ambassadrice de bonne volonté,,.
En 2022, à l'occasion de la restauration et de la sortie en salles des films de la réalisatrice, Pascal-Alex Vincent réalise le documentaire Kinuyo Tanaka, une femme dont on parle, produit par Carlotta Films.